# Plutone (astronomia)
Plutone è un pianeta nano orbitante nella parte esterna del sistema solare, nella fascia di Kuiper. Scoperto da Clyde Tombaugh nel 1930, è stato considerato per 76 anni il nono pianeta del sistema solare.
Il suo status di pianeta fu messo in discussione dal 1992 in seguito all'individuazione di diversi oggetti di dimensioni simili nella Fascia di Kuiper; la scoperta di Eris nel 2005, un pianeta nano del disco diffuso che è il 27% più massiccio di Plutone, ha portato infine l'Unione Astronomica Internazionale a riconsiderare – dopo un acceso dibattito – la definizione di pianeta e a riclassificare così Plutone come pianeta nano il 24 agosto 2006.
Fra i corpi celesti del sistema solare, Plutone è il sedicesimo per grandezza e il diciassettesimo per massa, ed è per diametro il più grande dei pianeti nani e degli oggetti transnettuniani conosciuti (in ambedue le categorie è superato come massa da Eris). Ha inoltre massa e dimensioni inferiori a quelle dei maggiori satelliti naturali del sistema solare: i satelliti medicei di Giove, Titano, Tritone e la Luna. Paragonato a quest'ultima in particolare, la sua massa è pari a un sesto e il volume a un terzo. Come gli altri oggetti della fascia di Kuiper, Plutone è composto principalmente di ghiaccio e roccia.
La sua orbita è piuttosto eccentrica e inclinata rispetto al piano dell'eclittica, mentre la sua distanza dal Sole varia da 30 fino a 49 au (4,5×109 fino a 7,3×109 km). Periodicamente Plutone, durante il suo perielio, viene a trovarsi più vicino al Sole di Nettuno, tuttavia essendo in risonanza orbitale 2:3 con esso, non gli si avvicina mai a meno di 17 au (2,5×109 km).
Plutone ha cinque lune conosciute: Caronte (la più grande, con un diametro che è poco più della metà del suo), Stige, Notte, Cerbero e Idra. Plutone e Caronte vengono considerati un sistema binario o un pianeta doppio, poiché il baricentro del sistema giace al di fuori di entrambi.
Il 14 luglio 2015, la sonda New Horizons è diventata la prima navicella spaziale a sorvolare Plutone, effettuando misure e osservazioni dettagliate del pianeta nano e delle sue lune. Nel settembre 2016, gli astronomi hanno annunciato che la calotta bruno-rossastra che ricopre il polo nord di Caronte è composta da toline, macromolecole organiche che possono essere ingredienti per la vita, e che, rilasciate dall'atmosfera di Plutone, precipitano su Caronte a 19000 km di distanza.

## Osservazione

Immagine GIF generata da foto di Plutone del telescopio Hubble tra il 2002 e il 2003

Osservato dalla Terra, Plutone presenta una magnitudine apparente media pari a 15,1 e raggiunge la sua massima luminosità nel periodo centrato sul perielio, arrivando a una magnitudine pari a 13,65. Il suo diametro angolare varia da un minimo di 0,06 a un massimo di 0,11 secondi d'arco, quando si trova alla minima distanza dal nostro pianeta. Queste caratteristiche ne rendono problematica l'osservazione e giustificano il fatto che sia stato scoperto solamente nella prima metà del XX secolo.
Plutone non può essere osservato facilmente mediante piccoli strumenti amatoriali. Telescopi con apertura superiore a 200 mm dovrebbero permettere di scorgerlo, sebbene sia preferibile utilizzare aperture di almeno 300-350 mm per osservarlo.
L'utilizzo sempre più diffuso di CCD in campo amatoriale permette, sotto un cielo con un buon seeing, di poter acquisire immagini anche del suo satellite Caronte, quando quest'ultimo si trova alla massima distanza angolare da Plutone.

## Storia delle osservazioni
Si sospettava da tempo l'esistenza di un pianeta esterno rispetto a quelli già noti, a causa del fatto che Urano e Nettuno sembravano muoversi in modo diverso dal previsto, come se fossero perturbati dall'attrazione gravitazionale di un altro oggetto. Alle stesse conclusioni arrivarono William Henry Pickering e Percival Lowell all'inizio del Novecento. Lo scrittore Howard P. Lovecraft aveva ipotizzato, sulla base di calcoli astronomici, l'esistenza di un altro pianeta oltre Nettuno. La tecnica delle perturbazioni aveva già riportato un grande successo nel 1846, quando Nettuno era stato scoperto allo stesso modo.

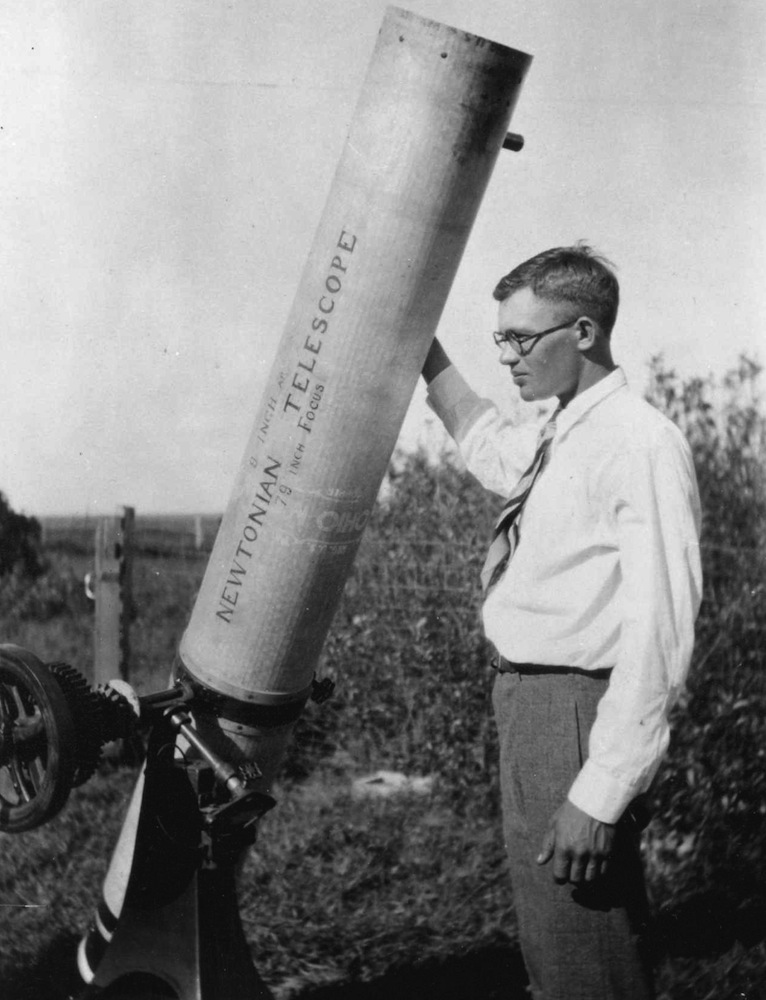
Clyde Tombaugh, scopritore di Plutone

Clyde Tombaugh iniziò a interessarsi di astronomia sin da giovane, negli anni venti, costruendosi telescopi amatoriali per osservare oggetti del sistema solare. Nel 1928 inviò alcuni disegni di osservazioni compiute su Marte e Giove a Vesto Slipher, allora direttore dell'Osservatorio Lowell di Flagstaff, in Arizona. Questi lo assunse all'osservatorio, incaricandolo di ricercare il pianeta X previsto da Lowell e Pickering.
Seguendo le previsioni teoriche e dedicandosi a lunghe ricerche, il 18 febbraio 1930, per mezzo del confronto di lastre fotografiche impressionate pochi giorni prima, il 23 e il 29 gennaio, Tombaugh scoprì l'oggetto cercato, che già dai primi calcoli pareva orbitare al di là dell'orbita di Nettuno.
Dopo che l'osservatorio ebbe ottenuto fotografie di conferma, la notizia della scoperta fu telegrafata all'Harvard College Observatory il 13 marzo 1930, in quanto l'osservatorio volle far coincidere la data con quella della scoperta di Urano da parte di Herschel e con la data di nascita di Percival Lowell, avvenuta nel 1855.
Il pianeta fu in seguito ritrovato in fotografie risalenti al 19 marzo 1915. La più antica immagine sicura attualmente conosciuta di Plutone risale al 23 gennaio 1914 ed è stata ripresa dall'osservatorio di Heidelberg. Immagini risalenti al 21 agosto 1909 e all'11 novembre 1909, riprese dall'osservatorio Yerkes, attendono ancora conferma definitiva.
La posizione di Plutone fu rilevata quasi esattamente in quella prevista dai calcoli teorici, per cui inizialmente si credette di aver trovato il corpo perturbatore, il pianeta X. Tuttavia col passare degli anni le misurazioni rivelarono che Plutone era di gran lunga troppo piccolo per spiegare le perturbazioni osservate, e si pensò quindi che non si potesse trattare dell'ultimo pianeta del sistema solare. Ripartì quindi la caccia al decimo pianeta.
La questione fu risolta solo nel 1989, quando l'analisi dei dati della sonda Voyager 2 rivelò che le misure delle masse di Urano e Nettuno comunemente accettate in precedenza erano lievemente sbagliate. Le orbite calcolate con le nuove masse non mostravano alcuna anomalia, il che escludeva categoricamente la presenza di qualunque pianeta di massa elevata più esterno di Nettuno.

### La denominazione
Dopo la scoperta, il nuovo corpo celeste venne rinominato Plutone, divinità romana dell'oltretomba. Il nome venne suggerito da una bambina di 11 anni, Venetia Burney, figlia di un professore di Oxford. Le prime lettere del nome, PL, anche iniziali dell'astronomo Percival Lowell che per primo ne ipotizzò l'esistenza, costituiscono il suo simbolo astronomico (♇, carattere unicode 2647). Un secondo simbolo è ⯓, carattere unicode 2BD3). Il 24 agosto 2006 venne riclassificato come pianeta nano e ribattezzato formalmente 134340 Pluto dall'UAI. Dal 7 al 13 settembre 2006, quando 136199 Eris ricevette la denominazione ufficiale, è stato l'asteroide denominato con il più alto numero ordinale. Prima della sua numerazione, il primato era di 129342 Ependes.

### Missioni spaziali
L'esplorazione di Plutone da parte di sonde spaziali è rimasta una sfida particolarmente ardua a causa della grande distanza dalla Terra. La Voyager 1 avrebbe potuto esplorare Plutone da distanza ravvicinata se avesse sfruttato la fionda gravitazionale di Saturno per raggiungerlo. Tuttavia, ciò avrebbe precluso la possibilità di osservare Titano da distanza ravvicinata, poiché le due traiettorie erano incompatibili. Poiché l'esplorazione di Titano era stata indicata tra gli obiettivi primari del programma Voyager, la possibilità di raggiungere Plutone fu presto sacrificata.
Nessun altro serio tentativo fu fatto per raggiungere Plutone fino all'ultimo decennio del XX secolo. Nel 1992 il Jet Propulsion Laboratory della NASA iniziò a sviluppare la missione Pluto Kuiper Express. Nonostante l'interesse per la missione, l'ente spaziale statunitense tuttavia l'annullò nel 2000 per motivi di bilancio e optò per una soluzione più economica che sarebbe divenuta la missione New Horizons.

#### New Horizons

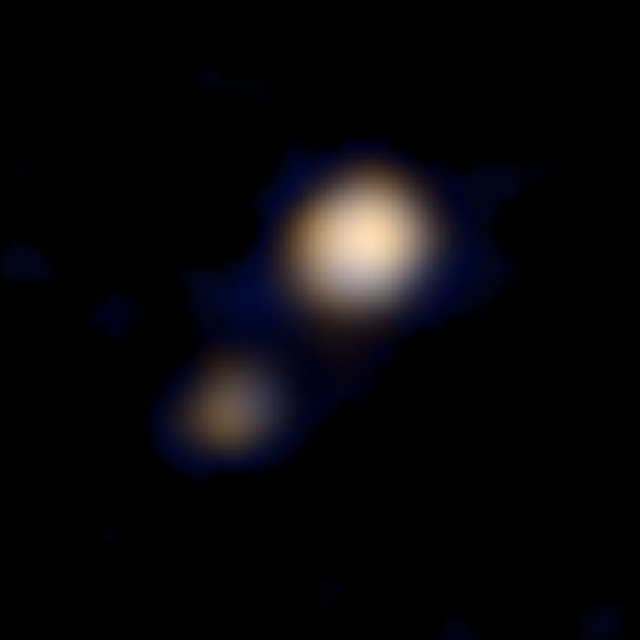
Prima immagine a colori di Plutone e Caronte ripresa dalla sonda New Horizons il 9 aprile 2015 da una distanza di circa 115 milioni di chilometri

Nel novembre 2001 il progetto New Horizons venne selezionato per essere il primo del nuovo programma New Frontiers. Inizialmente l'amministratore NASA sotto la presidenza Bush, Sean O'Keefe, cancellò la missione, tuttavia la pressione della comunità scientifica, capeggiata dal responsabile del progetto Alan Stern e dalla Planetary Society, fece sì che nel 2003 venisse finalmente approvato il budget di 700 milioni di dollari necessari per finanziare la missione. La New Horizons venne lanciata dalla base NASA di Cape Canaveral il 19 gennaio 2006 e, dopo oltre nove anni di viaggio, fu la prima sonda spaziale a effettuare un sorvolo ravvicinato di Plutone, avvenuto il 14 luglio 2015 a una distanza minima di 12472 km dalla superficie del pianeta nano. La sonda trasportava, oltre alla strumentazione scientifica, anche un francobollo statunitense del 1991 con la dicitura "Pluto - Not yet explored" e parte delle ceneri dell'astronomo che scoprì il pianeta nel 1930, Clyde Tombaugh.
Si trattò di un sorvolo ravvicinato perché la sonda non aveva abbastanza carburante a bordo per rallentare e immettersi in orbita attorno all'oggetto; i piani di volo prevedevano un avvicinamento massimo a circa 12500 km di distanza dalla superficie plutoniana a una velocità relativa di circa 14 km/s, con la possibilità di sorvolare il pianeta ancora più da vicino grazie a correzioni di rotta successive.
La sonda, messa in stato di ibernazione per un lungo periodo per preservare gli strumenti per l'incontro ravvicinato, si è attivata alcuni mesi prima dell'arrivo, laddove le fotografie di Plutone erano già migliori di quelle ottenibili dalla Terra o dal telescopio spaziale Hubble. Data l'enorme distanza dalla Terra e la bassa potenza disponibile, l'invio dei dati è avvenuto a velocità molto bassa, tra 0,6 e 1,2 kilobit al secondo, e sono stati necessari diversi mesi per riceverli tutti. Il 13 luglio la sonda è entrata in silenzio radio; il 14 luglio è avvenuto il sorvolo ravvicinato di Plutone e il 15 luglio sono riprese le comunicazioni. L'inizio della trasmissione dei dati ricavati di maggior importanza è iniziata a settembre 2015 per la durata di un paio di mesi, mentre la ricezione dei dati completi è iniziata a novembre 2015 ed è durata un anno circa, fino a ottobre del 2016.

#### Missioni future
Dopo il flyby della New Horizons alcuni scienziati hanno iniziato a sostenere la necessità di una nuova missione su Plutone, con un modulo che entri in orbita attorno a Plutone stesso. Tra gli obiettivi scientifici della missione ci sarebbe la mappatura della superficie con una risoluzione di 9 metri per pixel, osservazioni dei satelliti minori di Plutone, la mappatura topografica delle regioni di Plutone che non sono state osservate e la rilevazione delle variazioni superficiali e atmosferiche di Plutone durante la rotazione sul proprio asse. Alan Stern, che ha ricoperto il ruolo di Principal investigator per New Horizons, ha suggerito un orbiter in stile Cassini che potrebbe essere lanciato intorno al 2030, in occasione del 100º anniversario della scoperta del pianeta nano. La sonda, una volta arrivata su Plutone, si servirebbe della gravità di Caronte per regolare la propria orbita per il raggiungimento degli obiettivi, e una volta terminati tutti i rilevamenti del sistema plutoniano, per dirigersi verso altri oggetti della fascia di Kuiper. Per diminuire i tempi del viaggio verso Plutone il NASA Institute for Advanced Concepts (NIAC), in collaborazione con il Princeton Plasma Physics Laboratory, sta studiando un particolare tipo di razzo a fusione nucleare a bassa radioattività per un orbiter e un lander per una futura missione su Plutone.

## Parametri orbitali e rotazione

Immagine che mostra la notevole inclinazione dell'orbita di Plutone (in rosso) rispetto all'eclittica

In virtù dei suoi parametri orbitali, Plutone è considerato un classico esempio di oggetto transnettuniano, per la precisione un oggetto transnettuniano risonante, poiché compie due orbite ogni tre di Nettuno. A partire dagli anni novanta del XX secolo sono stati scoperti diversi planetoidi della fascia di Edgeworth-Kuiper in risonanza orbitale 2:3 con Nettuno: tali corpi vanno sotto la denominazione comune di plutini, e Plutone ne è considerato il prototipo.
Il periodo orbitale di Plutone è di circa 248 anni terrestri. Le sue caratteristiche orbitali sono sostanzialmente diverse da quelle dei pianeti del sistema solare, i quali si muovono lungo orbite ellittiche che hanno valori di eccentricità più contenuti e che sono molto prossime al piano invariabile. Al contrario, l'orbita di Plutone è molto inclinata rispetto all'eclittica, più di 17°, ed è altamente eccentrica (e=0,2448). Per questo motivo pur avendo il semiasse maggiore più lungo di quello dell'orbita di Nettuno, la sua alta eccentricità orbitale lo porta ad avvicinarsi al Sole più dello stesso Nettuno; quando si trova al perielio Plutone dista infatti 29,66 UA (contro i 29,81 UA di Nettuno al perielio). Plutone è transitato per il perielio il 5 settembre 1989, risultando più vicino al Sole di Nettuno nel periodo compreso tra il 7 febbraio 1979 e l'11 febbraio 1999.
Nel lungo periodo, in realtà, l'orbita di Plutone potrebbe risultare caotica. Le simulazioni al computer possono essere utilizzate per prevedere la sua posizione per diversi milioni di anni (sia in avanti sia indietro nel tempo), tuttavia su scale temporali superiori ai venti milioni di anni, i calcoli diventano speculativi. Il tempo di Ljapunov è il tempo oltre il quale un sistema dinamico diventa caotico, e varia da sistema a sistema: nel caso di Plutone questo periodo è appunto stato stimato sui venti milioni di anni. Ciò non significa che l'orbita di Plutone sia di per sé instabile, ma il percorso della sua orbita è impossibile da determinare così lontano nel tempo, anche se diversi fattori concorrono a mantenere l'orbita di Plutone stabile, al sicuro da collisioni planetarie.

### Relazione con Nettuno

L'orbita di Plutone (in viola) non interseca mai quella di Nettuno (in blu), a causa dell'alta inclinazione orbitale. Inoltre, a causa della risonanza orbitale con Nettuno, la minima distanza tra i due corpi avviene quando Plutone si trova all'afelio, a oltre 49 UA dal Sole e a non meno di 17 UA da Nettuno.

Plutone per un breve periodo della sua rivoluzione (venti anni) si trova più vicino al Sole di Nettuno, tuttavia i due oggetti orbitano in risonanza 2:3 e le orbite non si intersecano mai, anche per la grande inclinazione dell'orbita di Plutone rispetto al piano orbitale del sistema solare, che lo porta, al perielio, a passare 8 UA al di sopra dell'orbita di Nettuno. Non è quindi possibile una collisione e non sono possibili incontri ravvicinati tra Nettuno e Plutone tali da perturbare l'orbita di quest'ultimo.
Plutone non si avvicina mai a Nettuno a meno di 17 au, e questo avviene quando esso si trova al suo afelio e nel periodo in cui i due corpi sono allineati rispetto al Sole, al contrario, a causa della risonanza, quando Plutone transita al perielio Nettuno si trova in un punto della sua orbita piuttosto lontano da Plutone. Il pianeta al quale Plutone si avvicina maggiormente non è nemmeno Nettuno, ma Urano (11 au). La risonanza orbitale tra Nettuno e Plutone è stabile per periodi di milioni di anni.

### Rotazione
Nel 1955, osservando le curve di luce di Plutone, fu stimato per la prima volta il periodo di rotazione, in 6,39 giorni, con un'incertezza di soli 4 minuti. Successivamente il periodo di rotazione, che avviene in senso retrogrado, fu corretto in 6,387 giorni. Il suo asse di rotazione è inclinato di 57,5° rispetto al piano orbitale, quindi per lunghi periodi, durante il suo percorso orbitale, Plutone rivolge al Sole lo stesso emisfero così come avviene nel caso di Urano.
L'azione delle forze mareali ha costretto il periodo di rotazione di Plutone a sincronizzarsi con il periodo di rivoluzione del suo satellite principale, Caronte: questi ruota in senso retrogrado così come Plutone sul proprio asse, con il risultato che Caronte appare immobile se osservato da Plutone; conseguentemente, è sempre visibile da uno dei suoi emisferi e totalmente invisibile dall'altro.

## Formazione

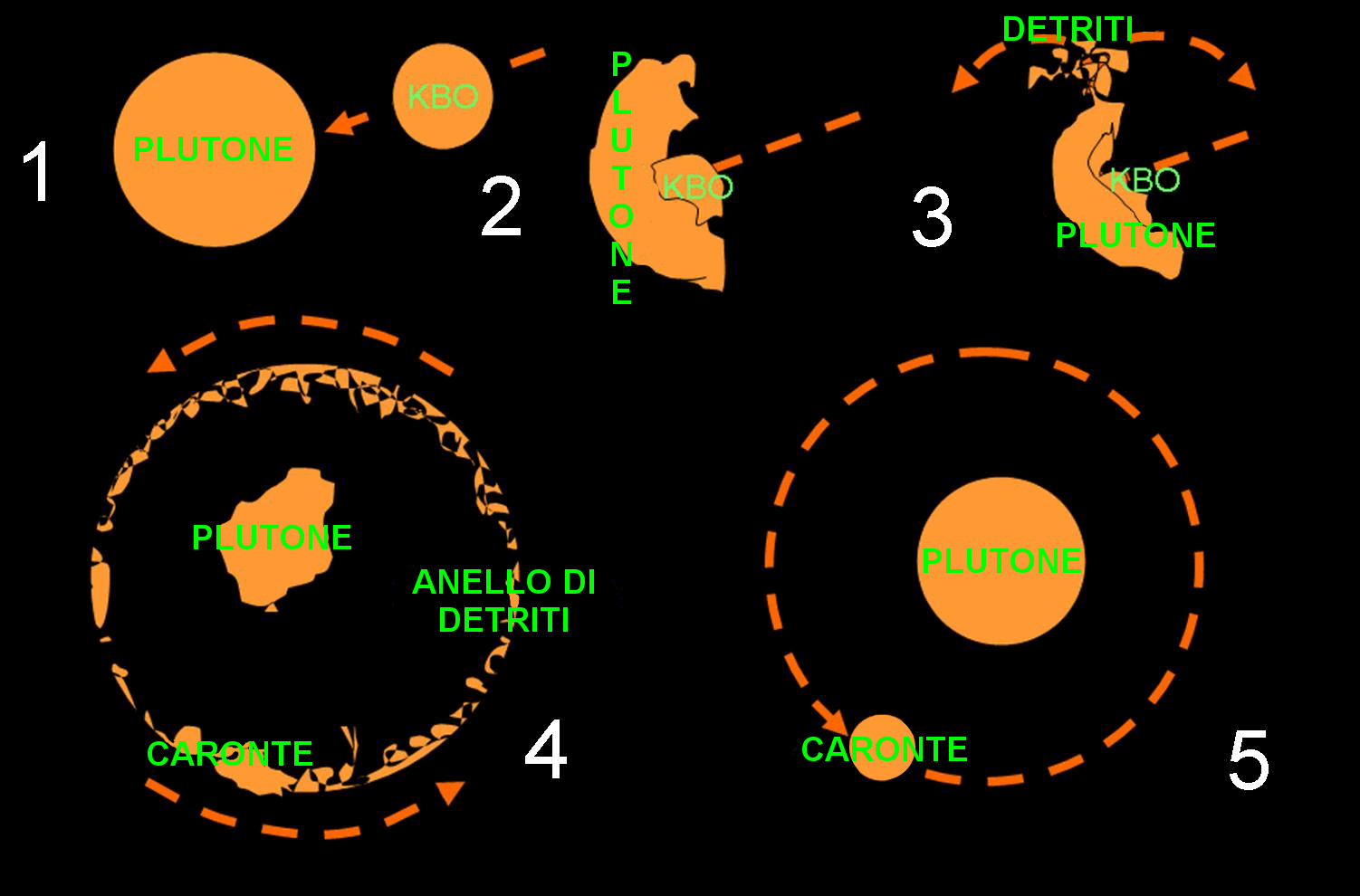
Formazione di Caronte secondo la teoria dell'impatto

Sono state diverse le teorie avanzate per spiegare le piccole dimensioni di Plutone, simile a quella dei satelliti del gigante Nettuno, in particolare di Tritone. Il matematico britannico Raymond Arthur Lyttleton nel 1936 avanzò l'ipotesi che Plutone e Tritone ruotassero un tempo attorno a Nettuno, fintanto che una perturbazione gravitazionale avesse espulso Plutone dal sistema e spostato Tritone su di un'orbita retrograda attorno al pianeta. La teoria fu ripresa anche da Gerard Kuiper, che sosteneva che Tritone e Plutone avevano in comune alcune caratteristiche atmosferiche e geologiche.
La teoria fu abbandonata quando studi dinamici dimostrarono che Plutone e Nettuno non si avvicinavano mai tra loro, perché le rispettive orbite sono in risonanza orbitale 3:2. Inoltre, nel 1992 vennero scoperti diversi corpi ghiacciati simili a Plutone, al di là dell'orbita di Nettuno, e ci si rese conto che Plutone rappresentava solo il più grande di questi oggetti transnettuniani fino a quel momento sconosciuti. Plutone, come un tempo Tritone, fa parte della fascia di Kuiper. Gli oggetti che compongono la fascia possono presentare varie risonanze con Nettuno; quelli che come lo stesso Plutone presentano un fenomeno di risonanza orbitale 2:3 con il gigante ghiacciato sono detti plutini.

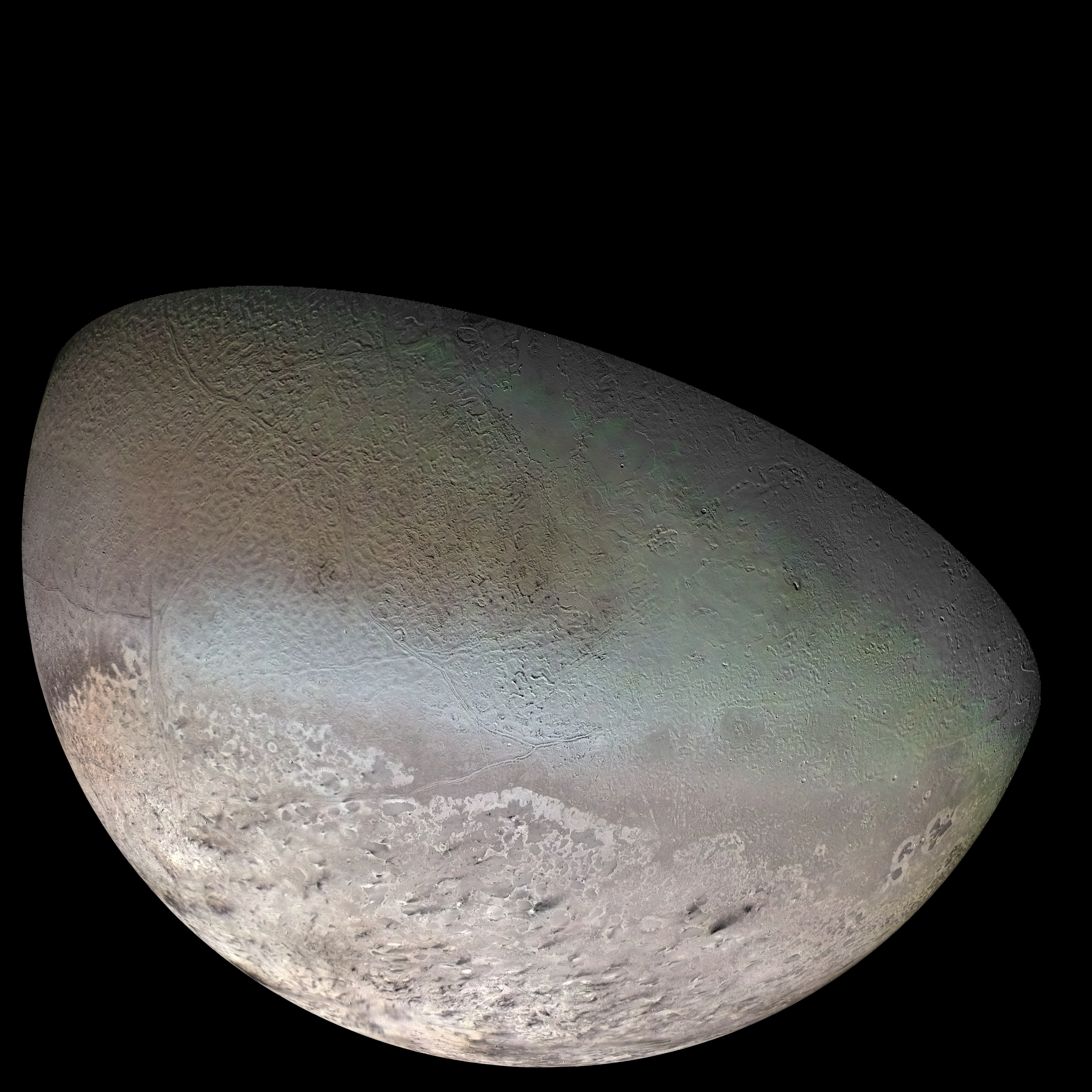
Tritone ha le stesse origini e caratteristiche di Plutone, tuttavia venne catturato da Nettuno, quando il pianeta gigante emigrò verso la fascia di Kuiper

Plutone potrebbe essere considerato uno dei tanti frammenti del disco protoplanetario durante la formazione del sistema solare; il suo accrescimento non fu sufficiente perché divenisse un vero e proprio pianeta. Come altri oggetti della fascia di Kuiper sarebbe stato allontanato dal Sole oltre l'orbita di Nettuno per l'influenza gravitazionale dei pianeti giganti. Mentre alcuni di questi corpi furono espulsi nel sistema solare esterno oppure formarono la nube di Oort, altri come Plutone risentirono meno degli effetti gravitazionali e formarono la fascia di Kuiper. Caronte potrebbe essersi invece formato a causa di una collisione di Plutone con uno dei tanti planetesimi di quella affollata proto-fascia di Kuiper, i cui resti possono essere identificati nelle lune minori Notte, Idra, Cerbero e Stige, membri quindi di una famiglia collisionale.
La comunità scientifica è relativamente concorde che all'inizio del sistema solare Urano e Nettuno occupassero un'orbita molto più vicina al Sole; secondo il modello di Nizza, sviluppato nel 2004 da un gruppo di astronomi dell'osservatorio della Costa Azzurra, forse a causa di una risonanza orbitale di 1:2 che si creò tra Giove e Saturno, Urano e Nettuno vennero spinti su orbite più esterne. Quando Nettuno si avvicinò agli oggetti della protofascia di Kuiper, al tempo occupata da oggetti su orbite relativamente regolari e poco eccentriche, ne catturò uno (Tritone), bloccò Plutone e altri oggetti attraverso l'instaurazione di risonanze orbitali, modificandone le orbite, e gettò altri ancora in orbite caotiche, come gli oggetti del disco diffuso. L'instabilità della proto-fascia di Kuiper causata dalla migrazione di Nettuno, con la conseguente espulsione di oggetti da quella zona di spazio anche verso le zone interne del sistema solare, potrebbe spiegare l'intenso bombardamento tardivo avvenuto 600 milioni di anni dopo la formazione del sistema solare e l'origine dei troiani di Giove. È possibile che Plutone avesse un'orbita quasi circolare, intorno alle 33 au dal Sole, prima che la migrazione di Nettuno la perturbasse. Il modello di Nizza richiede che ci fossero circa un migliaio di corpi delle dimensioni di Plutone, in origine, nel disco di planetesimi, tra cui Tritone ed Eris.

## Massa e dimensioni
| Anno | Raggio    | Note                                  |
| ---- | --------- | ------------------------------------- |
| 1993 | 1195 km   | Millis, et al. (senza foschia)        |
| 1993 | 1180 km   | Millis, et al. (superficie e foschia) |
| 1994 | 1164 km   | Young & Binzel                        |
| 2006 | 1153 km   | Buie, et al.                          |
| 2007 | 1161 km   | Young, Young, & Buie                  |
| 2011 | 1180 km   | Zalucha, et al.                       |
| 2014 | 1184 km   | Lellouch, et al.                      |
| 2015 | 1187 km   | New Horizons (dati ottici)            |
| 2017 | 1188,3 km | New Horizons (radio occultazione)     |

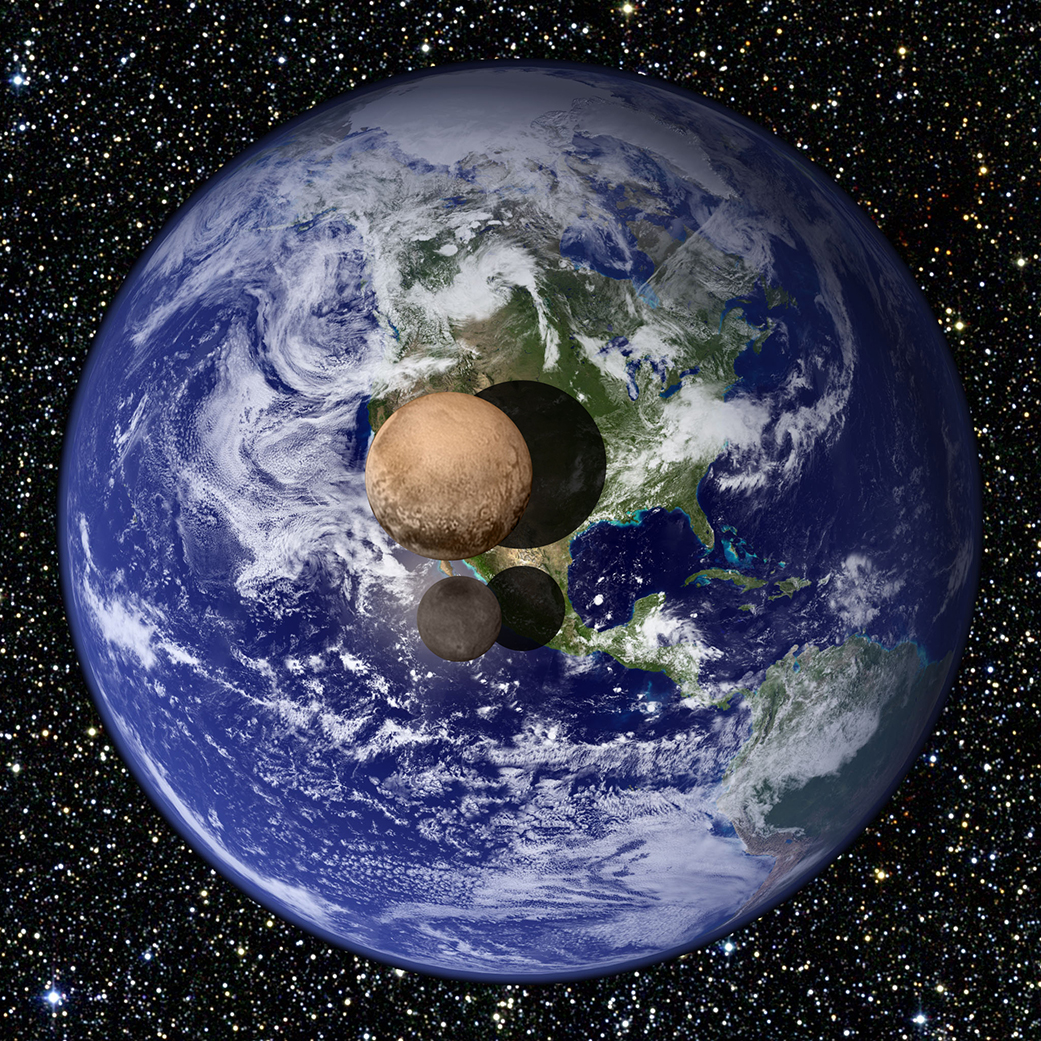
Plutone e Caronte rapportati alla Terra

La massa di Plutone è di 1,31×1022 kg, equivalente allo 0,22% di quella terrestre, e il suo diametro è di 2370 km, ovvero circa il 68% di quello della Luna. La sua superficie 1,665×107 km²) è circa il 10% inferiore a quella del Sud America. L'albedo di Plutone varia da 0,40 a 0,60.
La scoperta del satellite Caronte avvenuta nel 1978 ha permesso la determinazione della massa del sistema Plutone-Caronte mediante l'applicazione della terza legge di Keplero. Una volta misurato l'effetto gravitazionale di Caronte è stato possibile determinare la vera massa di Plutone. Una serie di occultazioni avvenuta tra Plutone e Caronte tra il 1985 e il 1990 ha permesso di determinare i raggi dei due corpi.
Tra gli oggetti del sistema solare, Plutone è molto meno massiccio dei pianeti terrestri, e la sua massa è meno del 20% di quella lunare, ma è anche meno massiccio di altri sei satelliti del sistema solare: Ganimede, Titano, Callisto, Io, Europa e Tritone.
Plutone ha un diametro più che doppio dell'asteroide Cerere, il più grande oggetto della fascia degli asteroidi, ma è meno massiccio del pianeta nano Eris, un oggetto transnettuniano scoperto nel 2005. Le determinazione delle precise dimensioni di Plutone è problematica per via della sua atmosfera, e dalla foschia di idrocarburi. Nel mese di marzo 2014, Lellouch, de Bergh et al. stimarono il suo diametro superiore a 2360 km, con un'ipotesi "maggiormente attendibile" di 2368 km.
Il 13 luglio 2015 la missione della NASA New Horizons ha determinato che il diametro di Plutone è di 2370 km, risultando così di dimensioni maggiori di Eris ma meno massiccio data la sua minor densità. La misura del diametro è stata successivamente rivista in 2372 km il 24 luglio e in seguito a 2374 km. Utilizzando i dati di radio occultazione del New Horizons Radio Science Experiment (REX), il diametro è risultato essere 2376,6±3,2 km.

## Struttura interna

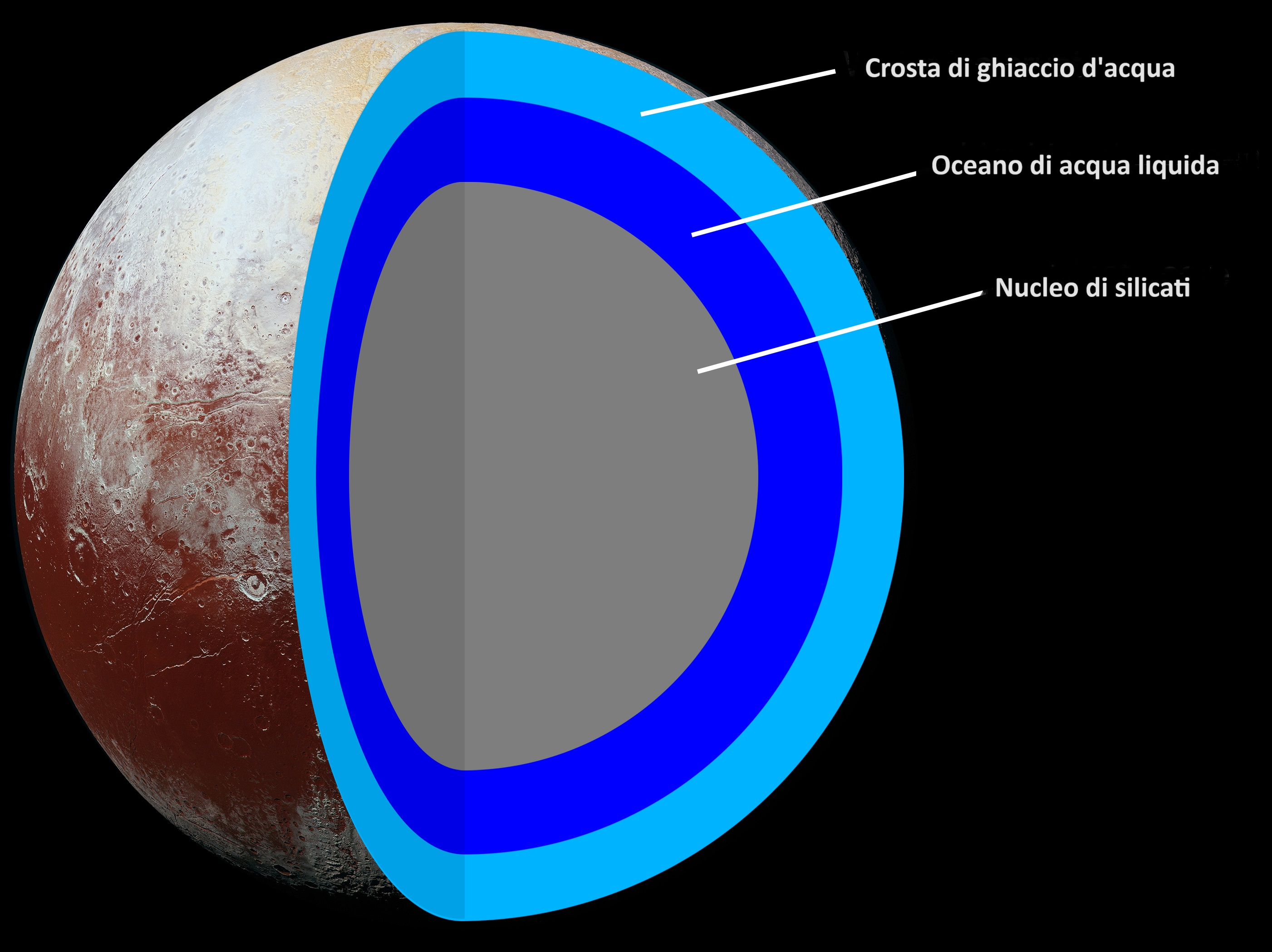
Struttura interna di Plutone in base ai dati della New Horizons.

Osservazioni tramite il telescopio spaziale Hubble avevano stimato la densità di Plutone compresa tra 1,8 e 2,1 g/cm³, mentre coi dati della New Horizons si è ottenuta una più precisa stima di 1,860±0,013 g/cm³. La struttura interna di Plutone è probabilmente differenziata, con il materiale roccioso depositato in un nucleo denso circondato da un mantello di ghiaccio. Il diametro del nucleo è ipotizzato essere di circa 1700 km, ossia il 70% del diametro di Plutone.
La densità media di Plutone, pari a due volte quella dell'acqua, suggerisce che il suo interno sia costituito da un miscuglio di materiali rocciosi, di ghiaccio d'acqua e di metano (la presenza di quest'ultimo è stata dedotta dalle osservazioni sulla riflettività del suolo del pianeta a diverse lunghezze d'onda). L'Istituto di ricerca planetaria del DLR ha calcolato che il rapporto densità/raggio di Plutone si colloca in una zona intermedia tra quelli dei satelliti di ghiaccio (come le lune di media grandezza di Urano e di Saturno) e satelliti rocciosi come Europa.
Già nel 2006 alcuni studiosi dell'Università della California sostennero che sotto lo strato ghiacciato Plutone potrebbe ospitare un oceano liquido dello spessore di 100-180 km; con i dati della New Horizons studiati negli anni successivi al sorvolo di Plutone, questa ipotesi è andata sempre più affermandosi. L'analisi delle caratteristiche superficiali di Plutone suggeriscono che, al contrario di ciò che si pensava, possa aver avuto un "inizio caldo", con un vasto oceano sotto la superficie che raffreddandosi nel tempo ha creato caratteristiche di estensione, come le fratture visibili nella crosta superficiale. Al contrario sono assenti segni di contrazione, come ci si aspetterebbe se l'acqua interna fosse completamente congelata e trasformata in ghiaccio II. Il decadimento degli elementi radioattivi e il bombardamento di oggetti nelle prime fasi della formazione sono le fonti di energia che avrebbero consentito l'avvio a caldo, e nonostante il raffreddamento nel corso del tempo, l'oceano di acqua liquida potrebbe essere ancora presente sotto la superficie.

## Superficie

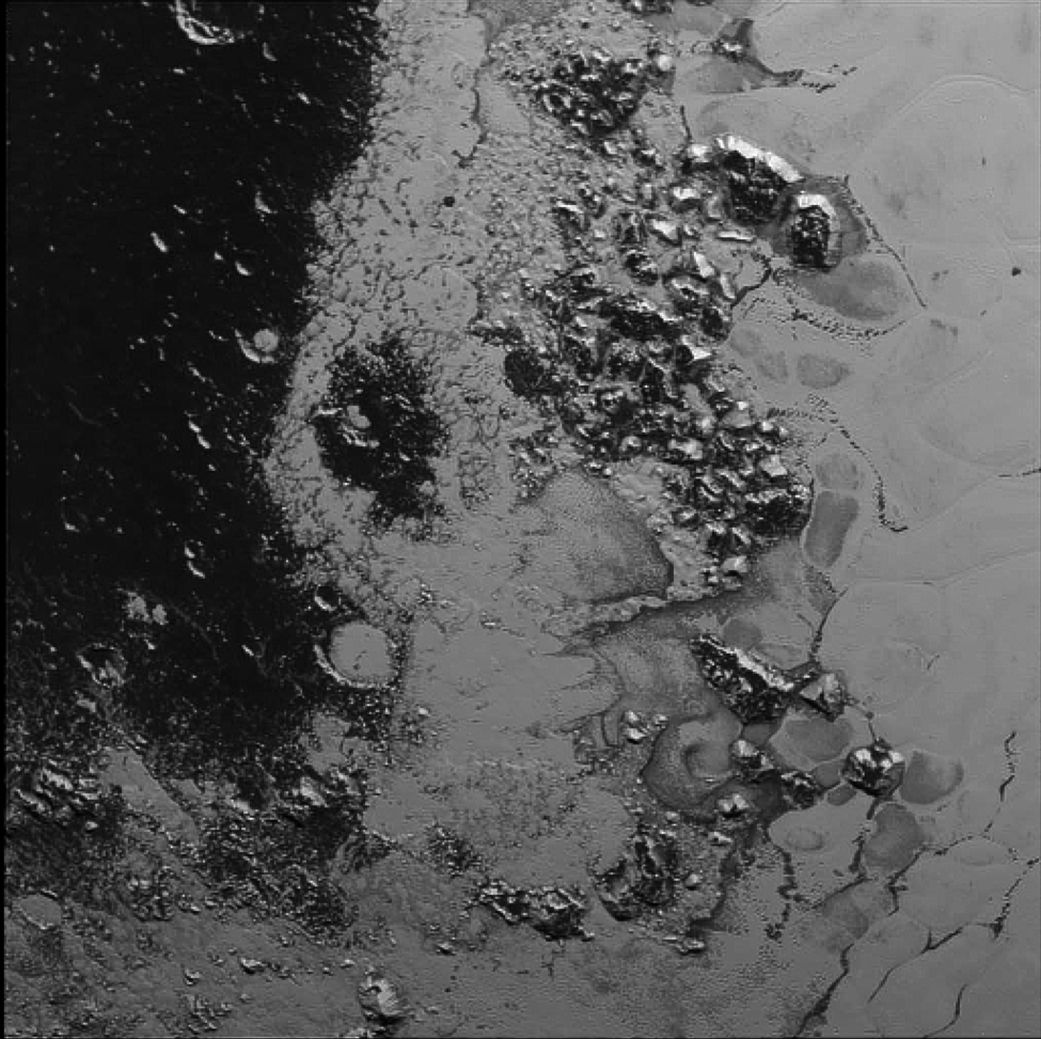
Fotografia della sonda New Horizons che mostra la zona sud-occidentale della Tombaugh Regio

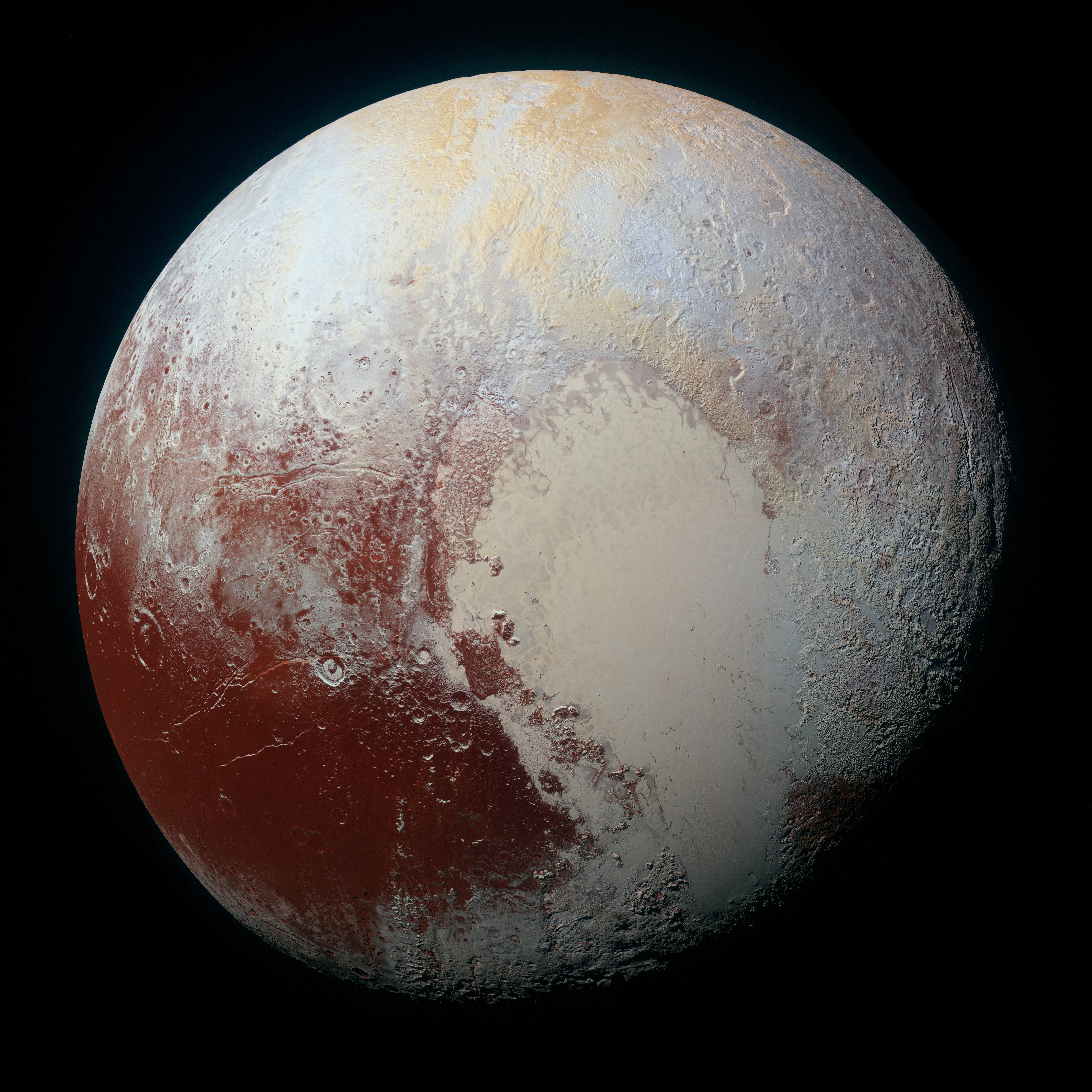
Immagine in falsi colori che evidenzia le differenze di composizione e morfologia della superficie del pianeta nano

Fino al fly-by della New Horizons Plutone era rimasto un punto luminoso di natura apparentemente stellare visto dalla Terra. Le migliori mappe della sua superficie erano state riprese dal telescopio spaziale Hubble, tra la fine del XX secolo e l'inizio del XXI.
Le osservazioni con Hubble hanno rivelato sostanziali mutazioni nella topografia plutoniana nel corso degli anni, dovute probabilmente ai cicli stagionali di Plutone che provocano l'evaporazione dell'azoto ghiacciato dal suolo dell'emisfero maggiormente irradiato dal Sole con conseguenti precipitazioni nevose nell'emisfero opposto (nel 1987 il polo sud è uscito dalla sua notte invernale che dura 120 anni). Nel corso delle osservazioni è stato riscontrato anche un aumento della tonalità rossa del pianeta rispetto agli anni precedenti, a fronte di una stabilità cromatica del suo satellite Caronte. Secondo l'astronomo Michael E. Brown, Plutone ha la superficie più cangiante di tutto il sistema solare.
La superficie è composta per oltre il 98% di ghiaccio d'azoto, monossido di carbonio e tracce di metano. L'azoto e il monossido di carbonio sono più abbondanti nell'emisfero opposto a quello rivolto a Caronte, attorno alla Sputnik Planitia, nella Tombaugh Regio, mentre il metano è maggiormente concentrato vicino alla longitudine 300° E. Le montagne sono invece costituite da acqua ghiacciata.
Le immagini della New Horizons hanno confermato che la superficie di Plutone è molto varia, e presenta aree con grandi differenze in luminosità e colore, un contrasto che lo rende simile alla luna di Saturno Giapeto. Il colore della superficie varia dal nero carbone, all'arancione scuro e al bianco, generalmente più arancione e meno rosso di quella di Marte e più simile a quello di Io. Caratteristiche importanti della superficie sono Tombaugh Regio, il "Cuore", che si presenta come una grande area luminosa, Cthulhu Macula, grande area scura chiamata anche Whale per la forma che ricorda quella di una balena, e Brass Knuckles, una serie di aree scure equatoriali tra il "cuore" e la coda della "balena".
Sputnik Planitia, situato nel lobo occidentale del Cuore, è un bacino di 1 000 chilometri composto da azoto e monossido di carbonio ghiacciati, suddiviso in cellule poligonali del diametro di circa 33 km, che presenta segni evidenti di flussi glaciali sia dentro sia fuori dal bacino. La New Horizons in questa zona non ha rilevato crateri, il che suggerisce che la sua superficie abbia meno di 10 milioni di anni; gli ultimi studi suggeriscono che la superficie abbia un'età di 180000+90000
−40000 anni. Il team scientifico della New Horizons ha affermato che Plutone mostra una varietà sorprendentemente ampia di forme geologiche, comprese quelle derivanti da fenomeni glaciologici, tettonici, interazioni tra superficie e atmosfera, impatti, possibili processi criovolcanici e movimenti di massa.
Nella parte occidentale della Sputnik Planitia ci sono zone di dune trasversali formate dai venti che soffiano dal centro del bacino in direzione delle montagne circostanti. La lunghezza delle dune è compresa tra 0,4-1 km e sono probabilmente costituite da particelle di metano della grandezza di 200-300 μm.
La temperatura superficiale di Plutone si aggira tra i 40 e i 50 K.

### Emisfero rivolto a Caronte

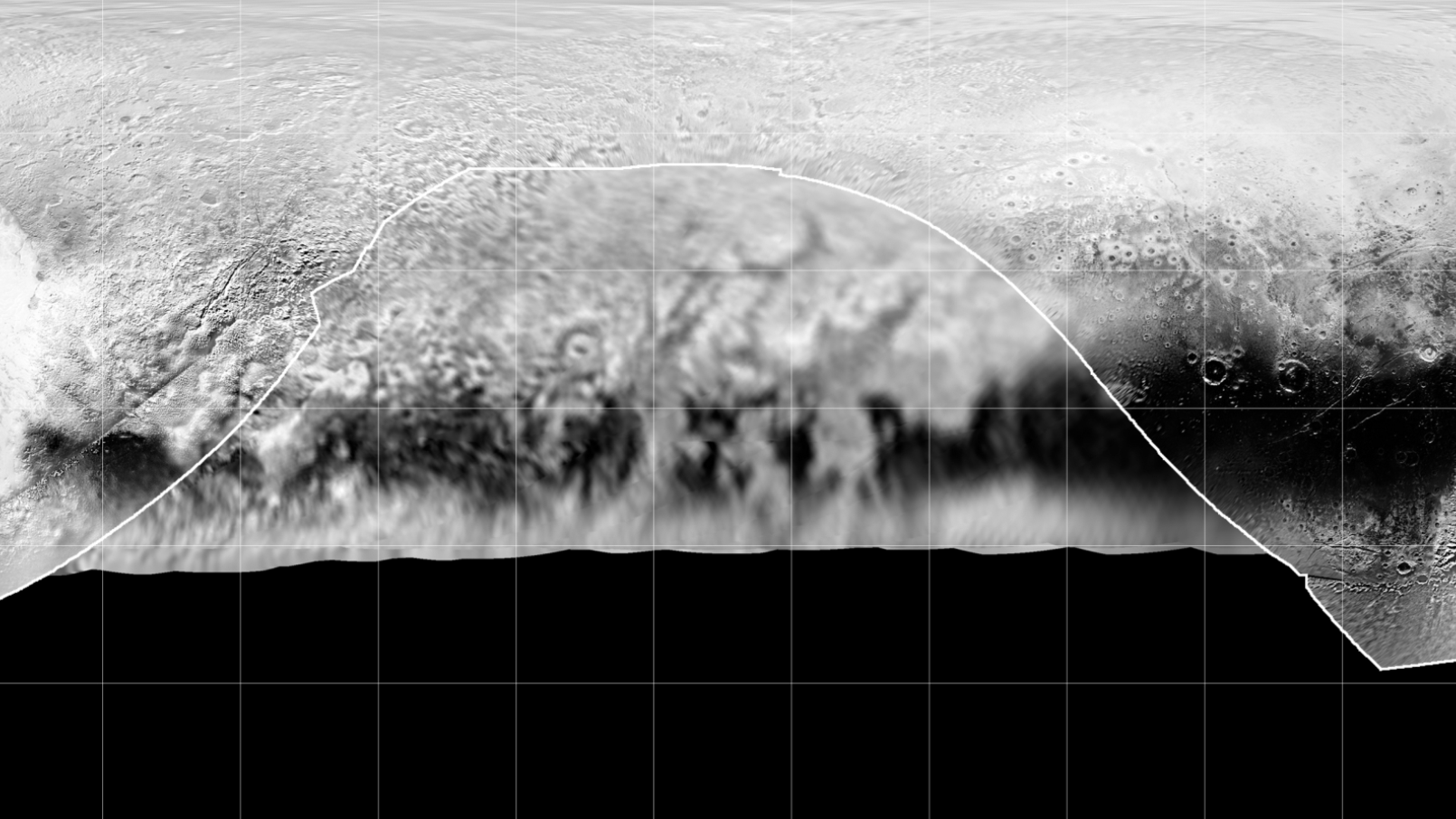
Un'immagine composita dell'emisfero di Plutone (del 14 luglio 2015, aggiornata al 2019) in questione: la regione all'interno/sotto la linea bianca era sul lato più lontano quando la New Horizons nei primi giorni del fly-by, mentre le porzioni nere non furono affatto fotografate

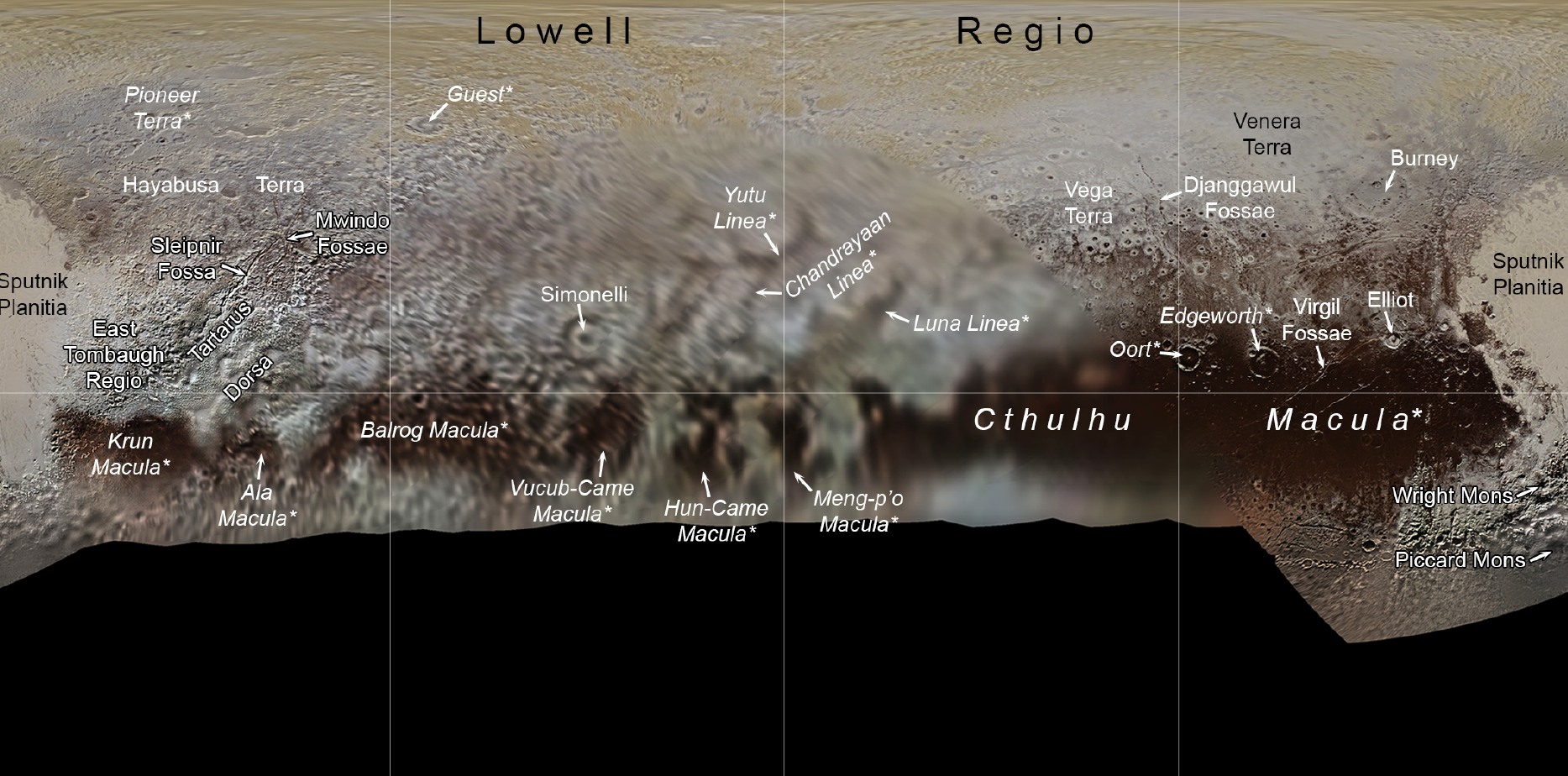
L'area a bassa risoluzione, con le descrizioni puntuali

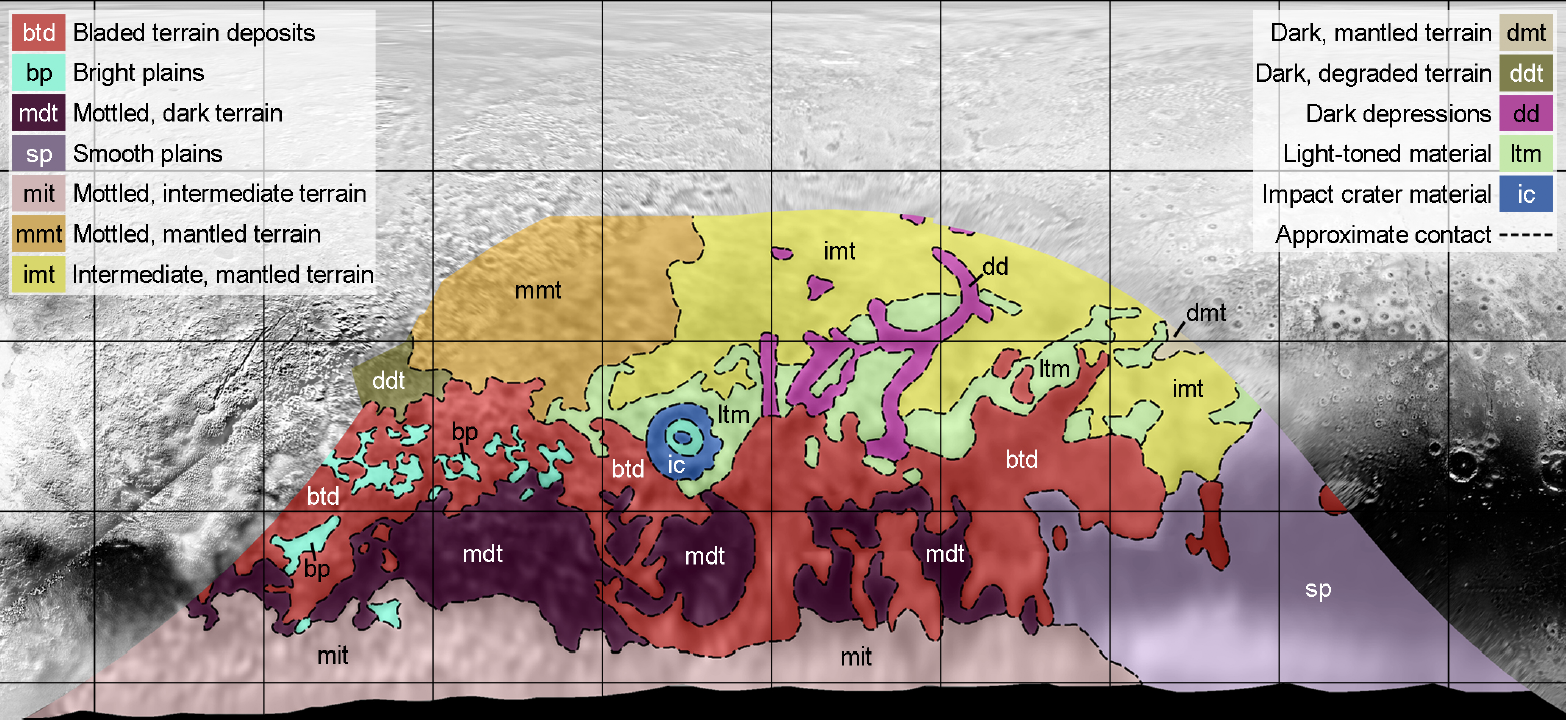
L'area a bassa risoluzione, con le diverse classificazioni geologiche

La regione equatoriale dell'emisfero di Plutone rivolto a Caronte è documentata solo attraverso fotografie a bassa risoluzione, catturate dalla New Horizons durante il suo avvicinamento all'emisfero anti-carontiano.

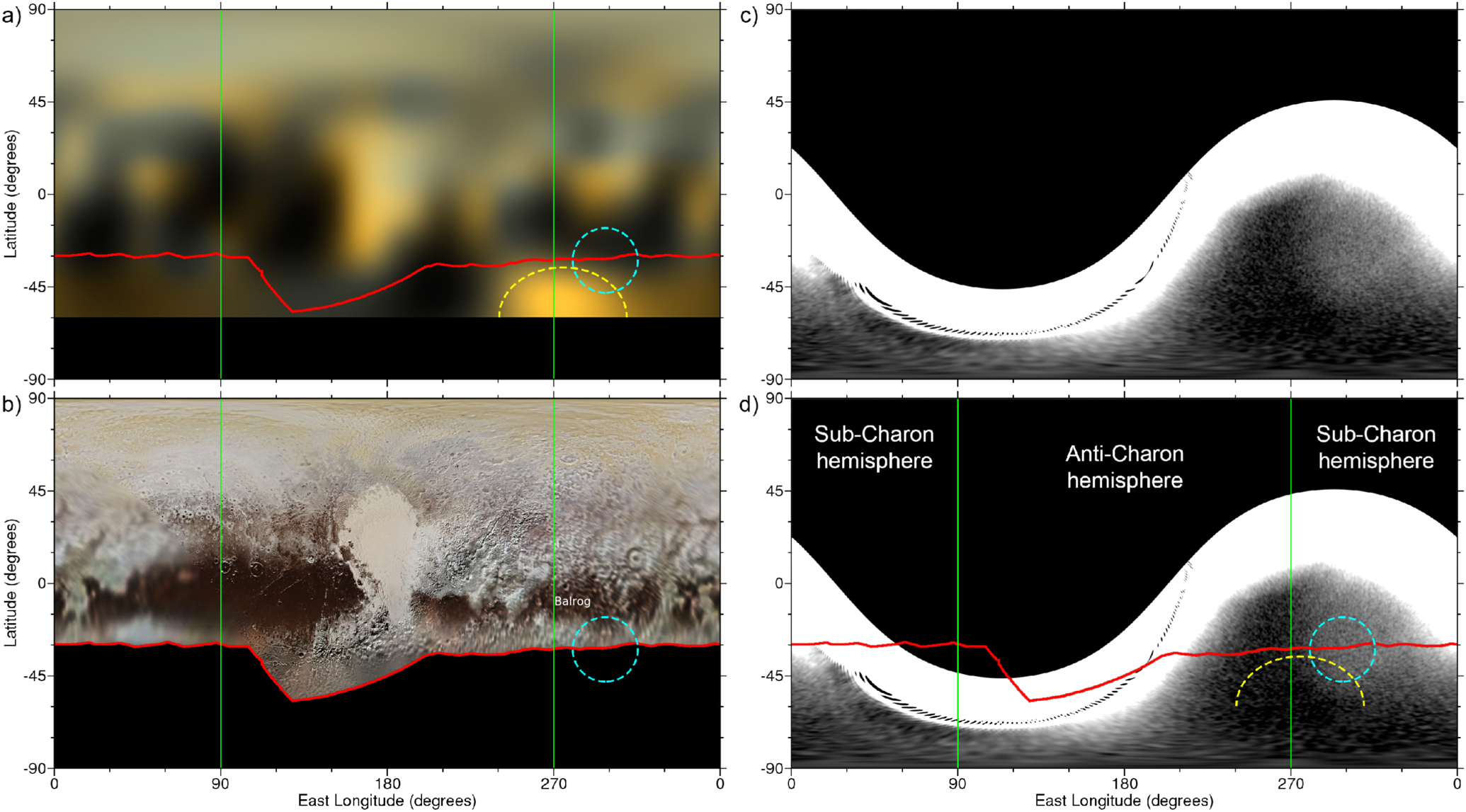
Emisfero sud: confronto tra le osservazioni di Hubble (a), il mosaico di New Horizons (b) e una ricostruzione della zona illuminata da Caronte (c-d) ottenuta dalle immagini post-flyby.

## Atmosfera

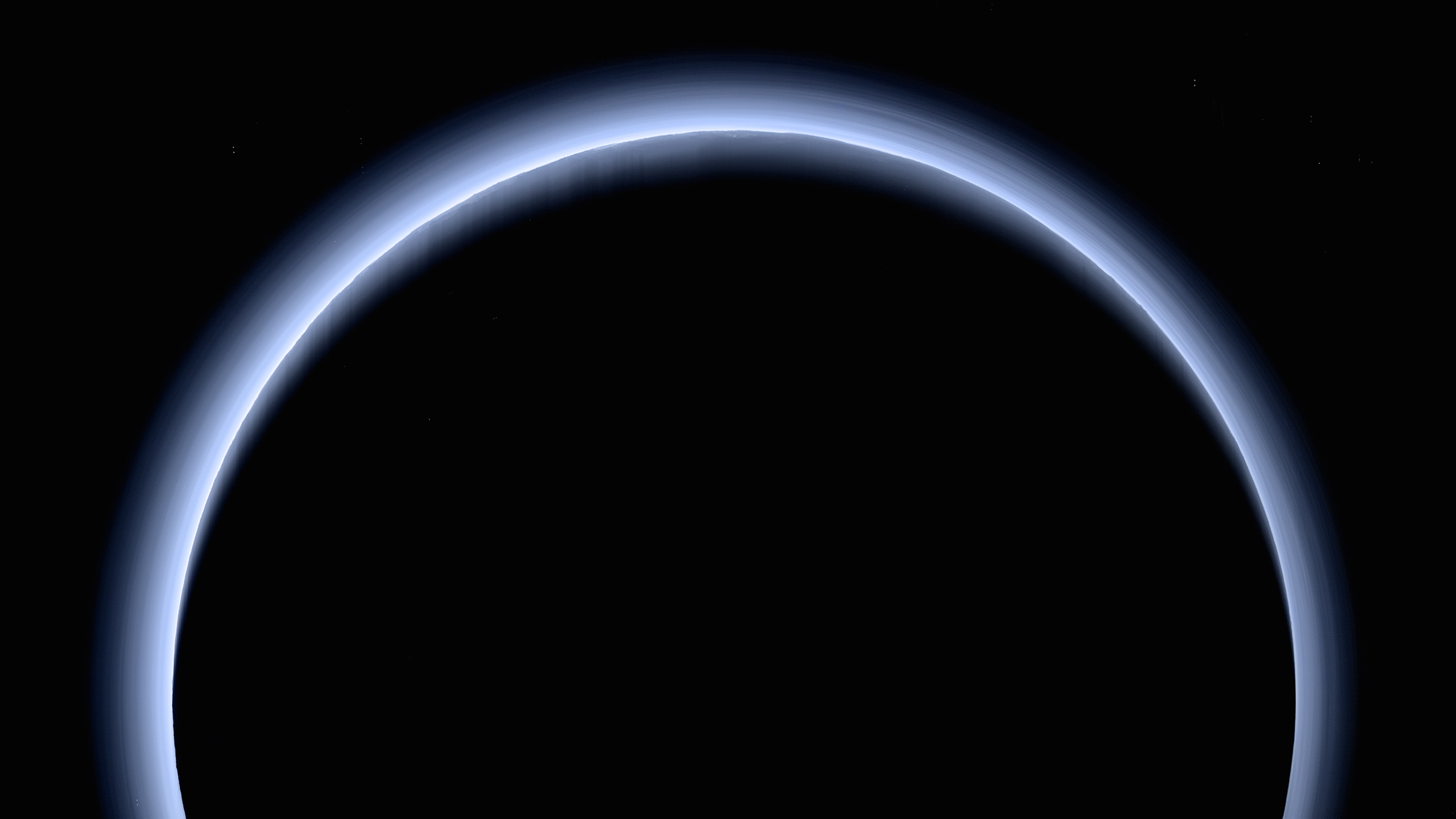
Immagine in veri colori ripresa dalla New Horizons poco dopo il fly-by, con il Sole che retroillumina l'atmosfera di Plutone

Il sistema di Plutone è stato visitato dalla sonda spaziale New Horizons nel luglio del 2015, che ha rivelato con buona precisione la natura della sua tenue atmosfera. Essa è formata da azoto, metano e monossido di carbonio, e la pressione nei pressi della superficie è di circa 1 Pa (10 μbar), circa 100 000 volte inferiore della pressione terrestre.
Già negli anni settanta del XX secolo emersero i primi indizi che Plutone potesse essere dotato di un'atmosfera, quando un'osservazione agli infrarossi con il telescopio Mayall rivelò ghiaccio di metano sulla superficie, che a certe temperature doveva sublimare, almeno quando Plutone si trova al perielio. Fu negli anni ottanta che si ebbe la prova definitiva della presenza di un'atmosfera, con osservazioni di occultazioni stellari; infatti quando una stella è occultata da un corpo senza atmosfera (come la Luna), la sua luce scompare bruscamente, al contrario le occultazioni da parte di Plutone mostravano un calo graduale della luce stellare, dovuto alla rifrazione atmosferica.
Nel 2002 fu osservata e studiata un'altra occultazione di una stella da parte di Plutone da un team guidato da Bruno Sicardy dell'osservatorio di Parigi, James Elliot del MIT e Jay Pasachoff del Williams College. Sorprendentemente, la pressione atmosferica era aumentata del doppio rispetto al 1988, anche se Plutone era più lontano dal Sole e quindi avrebbe dovuto essere più freddo e avere un'atmosfera più rarefatta. Una spiegazione plausibile è che nel 1987 il polo sud di Plutone usciva dall'ombra per la prima volta in 120 anni, causando la sublimazione di una considerevole quantità di azoto della calotta polare sud. Saranno necessari decenni per la condensazione dell'azoto in eccesso nel polo opposto, secondo un fenomeno ciclico. Nello stesso studio è stata anche rivelata quella che potrebbe essere la prima prova della presenza di vento nell'atmosfera di Plutone.

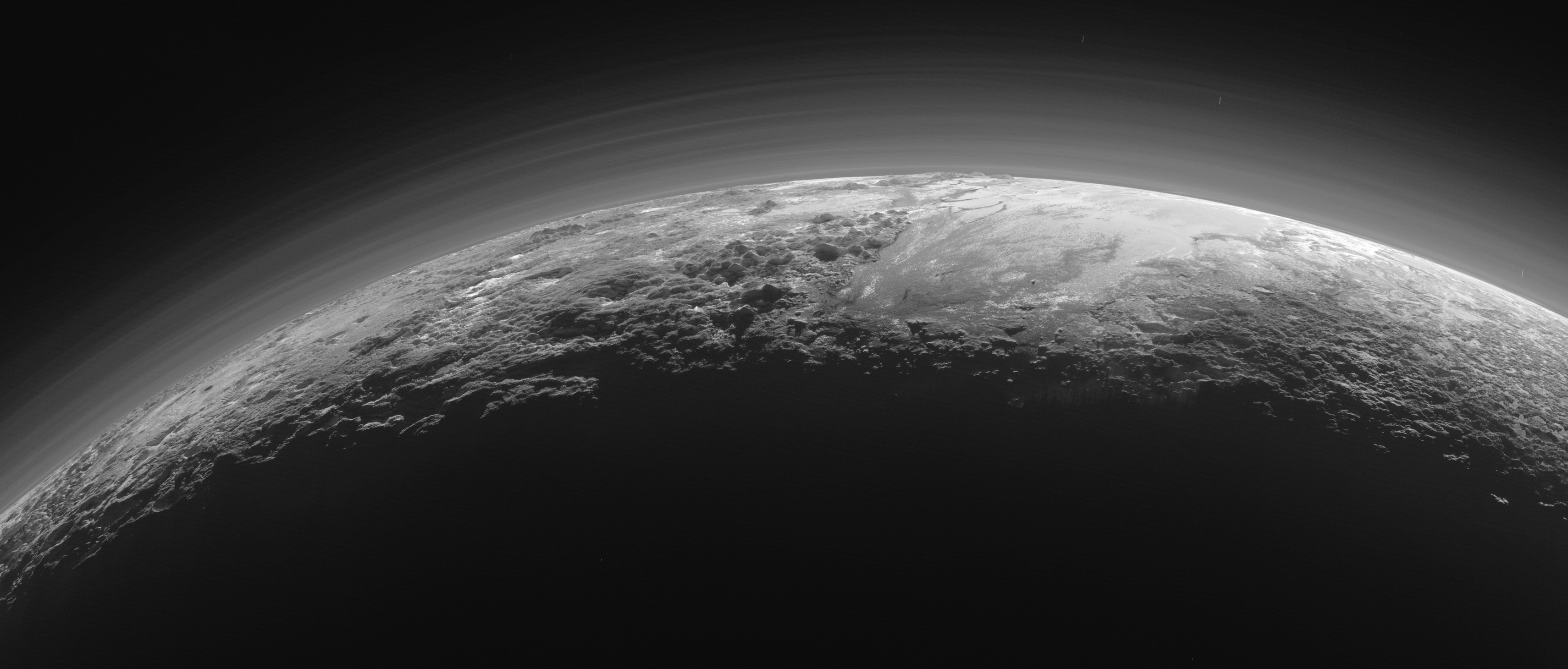
Immagine della New Horizons scattata 15 minuti dopo il massimo avvicinamento a Plutone da di distanza: sono visibili alcuni strati di nebbia dell'atmosfera

Con il miglioramento degli strumenti e soprattutto con il sorvolo ravvicinato della New Horizons, nel XXI secolo le conoscenze sull'atmosfera di Plutone sono divenute più chiare; in precedenza si pensava che quando Plutone si allontanava dal Sole, a causa della sua alta eccentricità orbitale, l'atmosfera congelasse e cadesse sulla superficie, tuttavia, osservazioni di occultazioni stellari dalla Terra e il fly-by della New Horizons indicano che l'atmosfera dovrebbe mantenersi gassosa per tutta l'orbita di Plutone. Le osservazioni della sonda spaziale hanno dimostrato che la fuga atmosferica di azoto è 10 000 volte meno del previsto. Alan Stern, direttore del gruppo di ricerca della New Horizons, ha sostenuto che anche un piccolo aumento della temperatura superficiale di Plutone può portare ad aumenti esponenziali della densità atmosferica, da 18 hPa a 280 hPa (da tre volte quella di Marte a un quarto di quella della Terra). A tali densità, l'azoto potrebbe scorrere sulla superficie in forma liquida. Tuttavia un altro studio, frutto della collaborazione di scienziati di diversi paesi pubblicato nel 2019, prendendo in considerazione l'evolversi dell'atmosfera nell'arco di tempo che va dal 1988 al 2016, suggerisce che l'atmosfera di Plutone dovrebbe collassare in superficie e congelarsi completamente entro il 2030.
L'atmosfera è stata tracciata fino a 1670 km di altezza, tuttavia essa non ha un confine ben definito. La presenza del metano, un potente gas serra, provoca un'inversione termica, con la temperatura dell'atmosfera decine di gradi più alta rispetto a quella superficiale, nonostante le osservazioni della New Horizons abbiano rivelato che l'atmosfera superiore di Plutone sia più fredda del previsto (70 K invece di 100 K). L'atmosfera di Plutone è divisa in circa venti strati regolarmente distanziati fino a 150 km di altezza; la causa di questa stratificazione è probabilmente da ricercarsi nelle onde di pressione create dalle correnti atmosferiche che scorrono attraverso le montagne di Plutone.

## Satelliti naturali

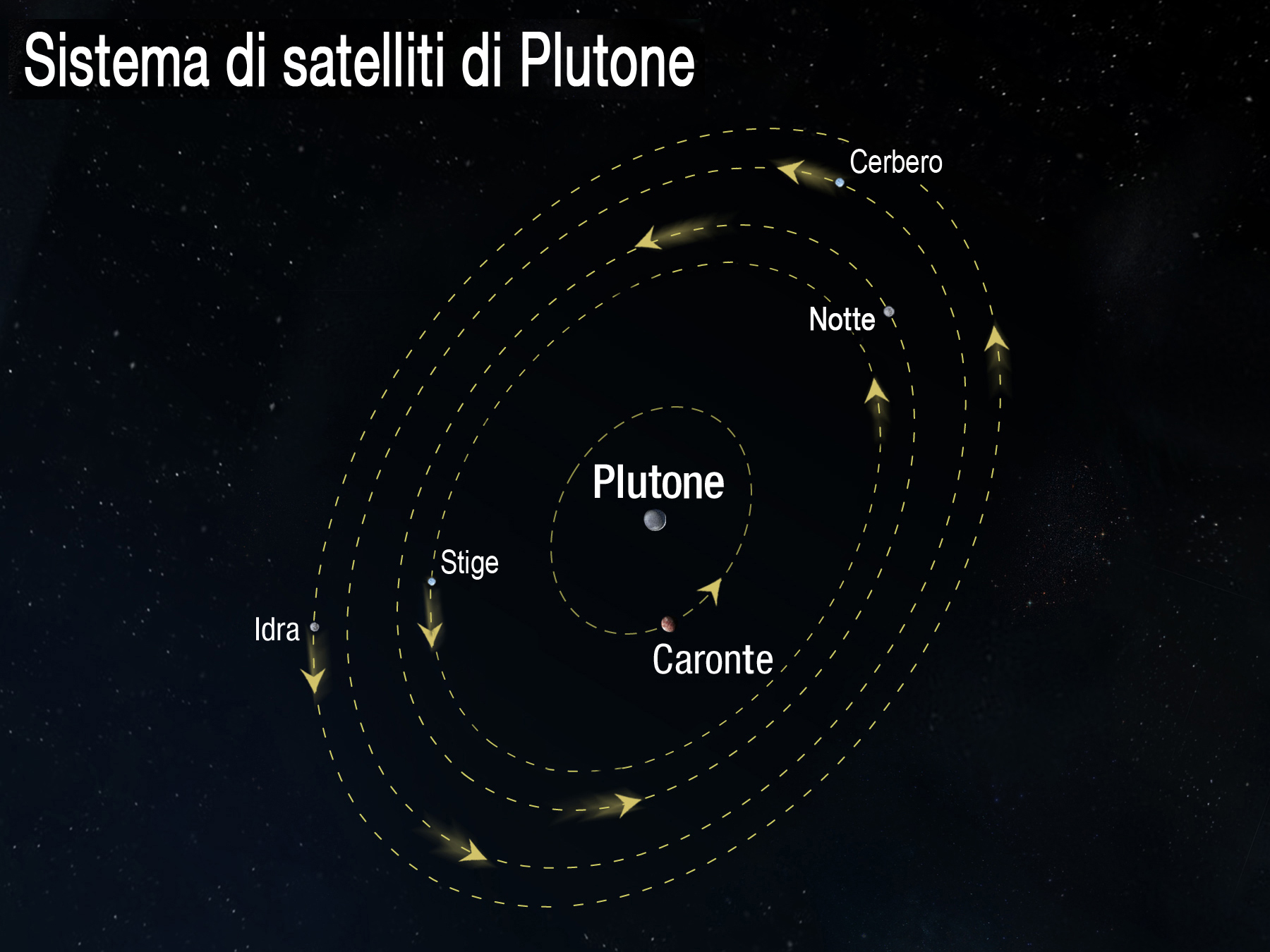
Diagramma del sistema plutoniano

Plutone possiede cinque satelliti naturali conosciuti: il più massiccio e importante dei quali è certamente Caronte. Scoperto nel 1978 e avente un raggio poco più della metà di quello di Plutone, è l'unico dei satelliti in equilibrio idrostatico e dalla forma sferica. Sono noti anche quattro satelliti minori, Notte e Idra, scoperti nel maggio 2005, Cerbero scoperto nel luglio 2011 e Stige scoperto nel luglio 2012. I dati disponibili permettono di escludere la presenza di altri satelliti dal diametro superiore ai 20 km all'interno del sistema di Plutone.

### Caronte
Caronte venne scoperto il 22 giugno 1978 da Jim Christy; sulle lastre fotografiche di allora, riprese dall'osservatorio di Flagstaff in Arizona, era visibile come una protuberanza del disco di Plutone. Tuttavia la periodicità e la posizione di tale protuberanza fecero ben presto ipotizzare la presenza di un satellite (inizialmente denominato S/1978 P1).
Caronte possiede dimensioni non molto inferiori a Plutone; alcuni preferiscono quindi parlare di un sistema binario, giacché i due corpi orbitano attorno a un comune centro di gravità situato all'esterno di Plutone. Nell'Assemblea Generale UAI dell'agosto del 2006 venne presa in considerazione la proposta di riclassificare Plutone e Caronte come un pianeta doppio, ma la proposta fu poi abbandonata.
Caronte ruota su sé stesso con un movimento sincrono in 6,39 giorni, presentando sempre la stessa faccia a Plutone, come la Luna con la Terra. Tuttavia, a differenza della Terra, il blocco mareale vale anche per Plutone che rivolge quindi anch'esso il medesimo emisfero a Caronte, unico caso nel sistema solare dove anche il corpo principale è in rotazione sincrona col suo maggior satellite; da qualsiasi posizione della superficie di ciascuno dei due corpi, l'altro rimane fisso nel cielo oppure perennemente invisibile.
Si ritiene che la sua origine risalga a un impatto catastrofico fra Plutone e un asteroide; parte dei frammenti del planetoide originario si sarebbero poi riaggregati in orbita attorno a esso.

### Satelliti minori

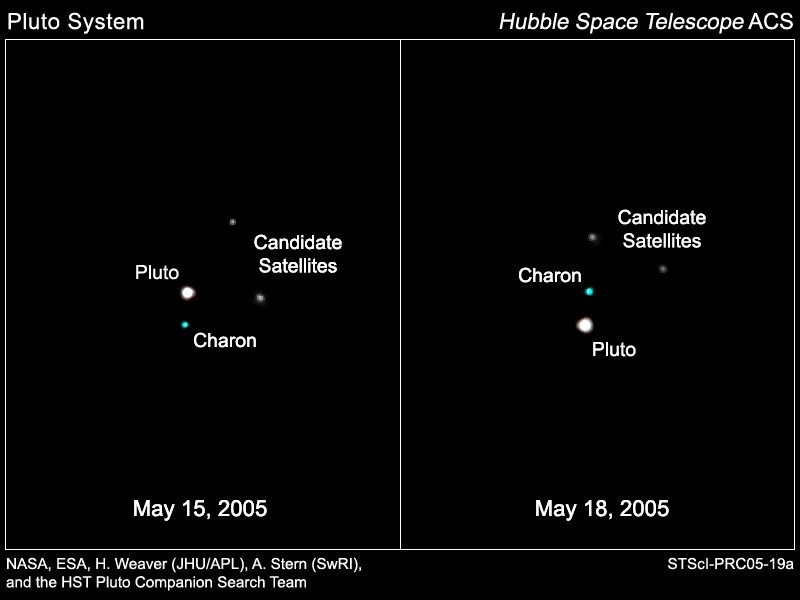
Il sistema di Plutone ripreso da Hubble combinando esposizioni brevi con filtri blu e giallo-verde per Plutone e Caronte e lunghe con filtro giallo per i due satelliti minori

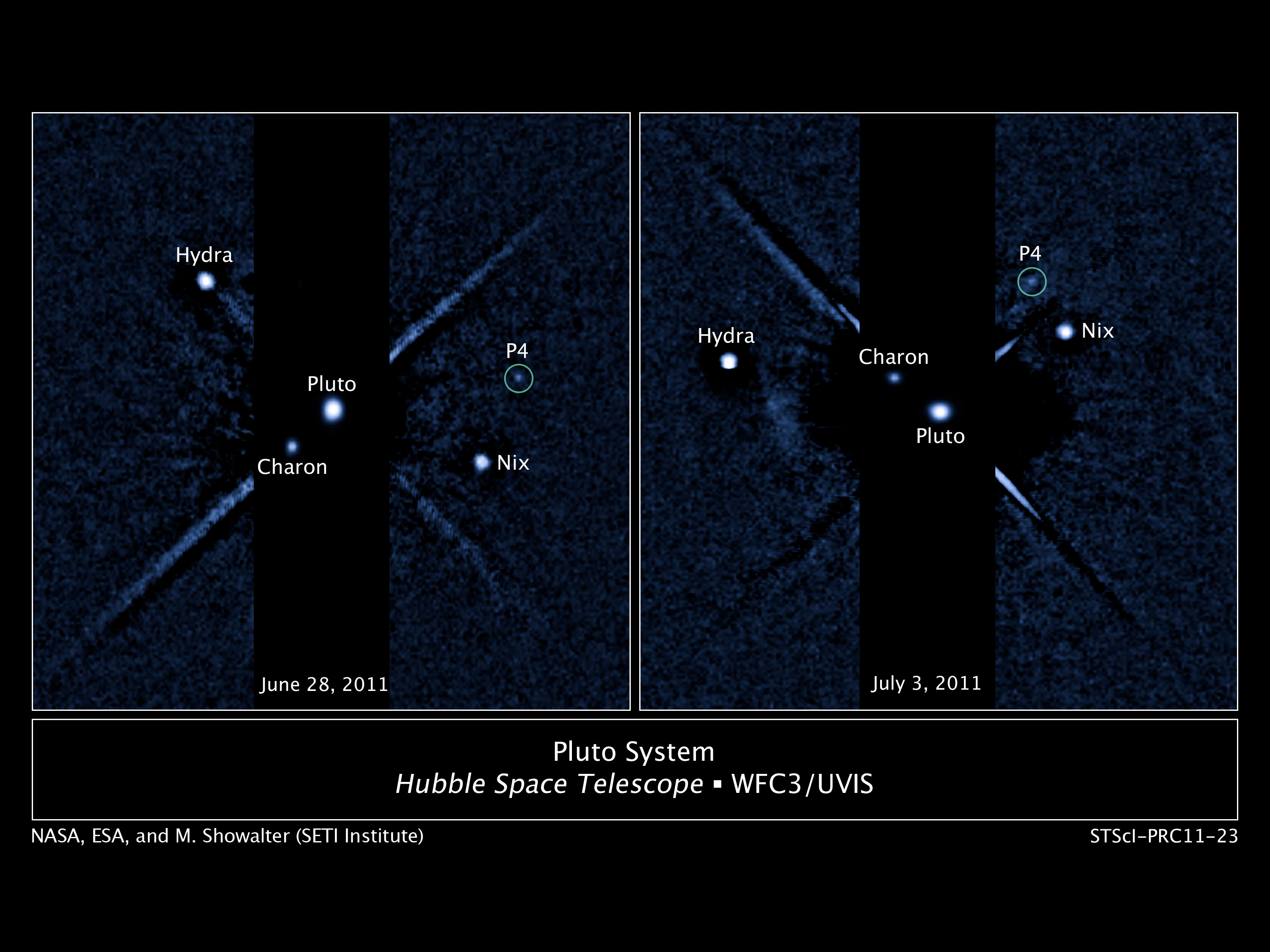
La Scoperta di P4, poi denominato Cerbero

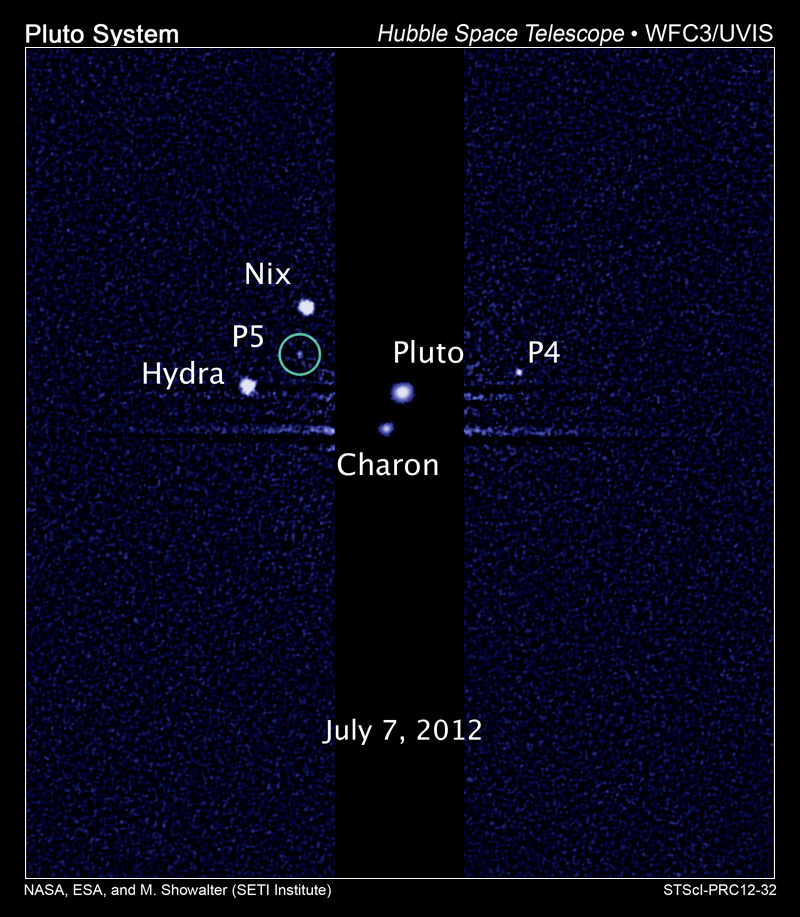
La scoperta di P5, poi denominato Stige

L'individuazione di Notte e Idra da parte di astronomi dell'Università Johns Hopkins è stata resa possibile dall'analisi delle fotografie scattate dal telescopio spaziale Hubble fra il 15 e il 18 maggio 2005; la loro esistenza è stata confermata con immagini di prescoperta dell'Hubble del 14 giugno 2002.
Idra è il satellite più esterno del sistema; possiede una magnitudine apparente stimata in 22,96±0,15 e ruota intorno al pianeta in 38,2±0,8 giorni a una distanza media di 64700±850 km. Ruota in senso antiorario sullo stesso piano orbitale di Caronte, in risonanza orbitale rispetto a quest'ultimo. Sembra essere il maggiore dei quattro nuovi satelliti, e stime basate sui valori probabili di albedo danno un diametro compreso tra 52 e 160 km.
Notte ha una magnitudine apparente pari a 23,41±0,15 e ruota intorno a Plutone in 25,5±0,5 giorni a una distanza media di 49400±600 km. Ruota in senso antiorario sullo stesso piano orbitale di Caronte, in risonanza orbitale 4:1 rispetto a quest'ultimo.
Il quarto satellite è stato individuato tramite il telescopio spaziale Hubble il 28 giugno 2011 e la sua scoperta è stata annunciata dalla NASA il 20 luglio 2011 e il 2 luglio 2013 la UAI gli ha assegnato il nome di Cerbero. Cerbero ha un diametro stimato tra 13 e 34 km, ed è la seconda luna più piccola di Plutone dopo Stige. Il range di diametro è stato calcolato ipotizzando un intervallo di albedo pari a 0,06-0,35.
Il quinto satellite, che dal 2 luglio 2013 ha preso il nome di Stige, è stato scoperto sempre dal telescopio spaziale Hubble l'11 luglio 2012. È la più piccola luna del sistema plutoniano, avendo un diametro compreso tra 10 e 25 km. Il satellite percorre la sua orbita circolare, il cui raggio è circa 45000 km, in 20,2 giorni. Così come per Cerbero, l'inclinazione orbitale è approssimativamente nulla.

## Status planetario controverso
Fin dalle prime analisi di Plutone emerse che si trattava di un pianeta anomalo, in quanto la sua orbita era molto diversa e la sua dimensione era modesta rapportata a quella degli altri pianeti. Tuttavia, dal momento della sua scoperta fino alla fine del XX secolo Plutone è sempre stato considerato come il nono pianeta del sistema solare. Quando si è scoperto che Plutone era, in realtà, solo uno degli oggetti più grandi della fascia di Kuiper, alcuni astronomi cominciarono a dubitare del suo status di pianeta.
Nel 2001 apparve la notizia sul New York Times che il Rose Center for Earth and Space, parte del Museo statunitense di storia naturale, aveva tolto Plutone dal suo planetario già dall'anno precedente, non considerandolo più alla pari degli altri pianeti.
Nel 2002, venne scoperto 50000 Quaoar, un oggetto della fascia di Kuiper con un diametro di 1280 km, ossia circa la metà di quello di Plutone. Nel 2004, venne scoperto 90377 Sedna, avente un diametro massimo di 1800 km circa, molto vicino a quello di Plutone, anche se poi il diametro di Sedna è stato ricalcolato in meno di 1600 km nel 2007. Così proprio come Cerere, Pallade, Giunone e Vesta persero il loro status di pianeta quando il numero di asteroidi scoperti superò le cento unità nella seconda metà dell'Ottocento, anche Plutone avrebbe dovuto essere riclassificato come uno dei tanti oggetti della fascia di Kuiper.
Il 29 luglio 2005, fu annunciata la scoperta di un nuovo oggetto trans-nettuniano, Eris, avente le stesse dimensioni di Plutone. Eris è stato l'oggetto più grande scoperto nel sistema solare dalla scoperta di Tritone, avvenuta nel 1846. Scopritori e stampa inizialmente definirono Eris il decimo pianeta, anche se non c'era consenso unanime su questa classificazione. Piuttosto nella comunità scientifica la scoperta di Eris divenne l'argomentazione più utilizzata per riconsiderare la classificazione di Plutone tra i pianeti.

### Classificazione UAI del 2006
Il 24 agosto 2006 una risoluzione dell'Unione astronomica internazionale, all'esito di una discussa votazione, ha attribuito al termine "pianeta" le seguenti caratteristiche:
- Deve essere in orbita attorno al Sole;
- Deve avere una massa sufficiente affinché la sua gravità possa vincere le forze di corpo rigido, cosicché assume una forma di equilibrio idrostatico (quasi sferica);
- Ha ripulito le vicinanze intorno alla propria orbita.[142]

Plutone non soddisfa il terzo requisito, in quanto la sua massa è solo 0,07 volte quella degli altri oggetti della sua zona orbitale (in confronto, la Terra ha una massa 1,7 milioni di volte quella degli altri oggetti nella sua orbita).
Il 7 settembre 2006 l'UAI ha riclassificato Plutone inserendolo nel catalogo del Minor Planet Center con la designazione asteroidale di "(134340) Pluto".
Questa decisione ha scontentato numerose persone in tutto il mondo (e negli Stati Uniti in particolare) e varie istituzioni e ci sono state diverse resistenze all'accettare il declassamento di Plutone a pianeta nano. Alan Stern, il Principal investigator della missione New Horizons, ha obiettato che anche altri pianeti, Terra compresa, condividono la loro orbita con degli asteroidi. Gli scienziati di diversi fronti si sono riuniti il 14-16 agosto 2008, presso la Johns Hopkins University per una conferenza nella quale si discusse anche sulla definizione di pianeta da parte della UAI. Dalla conferenza è uscito un comunicato stampa che annunciava che gli scienziati non avevano trovato un consenso sulla definizione di pianeta. Poco prima della conferenza, l'11 giugno 2008, la UAI ha annunciato in un comunicato stampa che il termine plutoide da quel momento sarebbe stato utilizzato per descrivere Plutone e altri oggetti simili a esso che hanno un semiasse maggiore dell'orbita maggiore di quello di Nettuno e con massa sufficiente per essere di forma quasi sferica.
Nel marzo 2009, il Congresso dello Stato dell'Illinois ha votato una legge che ristabilisce lo status di pianeta per Plutone. L'Illinois è la patria natale di Clyde Tombaugh e quindi la perdita dello status di pianeta era stata vissuta in modo negativo nello Stato del suo scopritore.

## Il cielo visto da Plutone

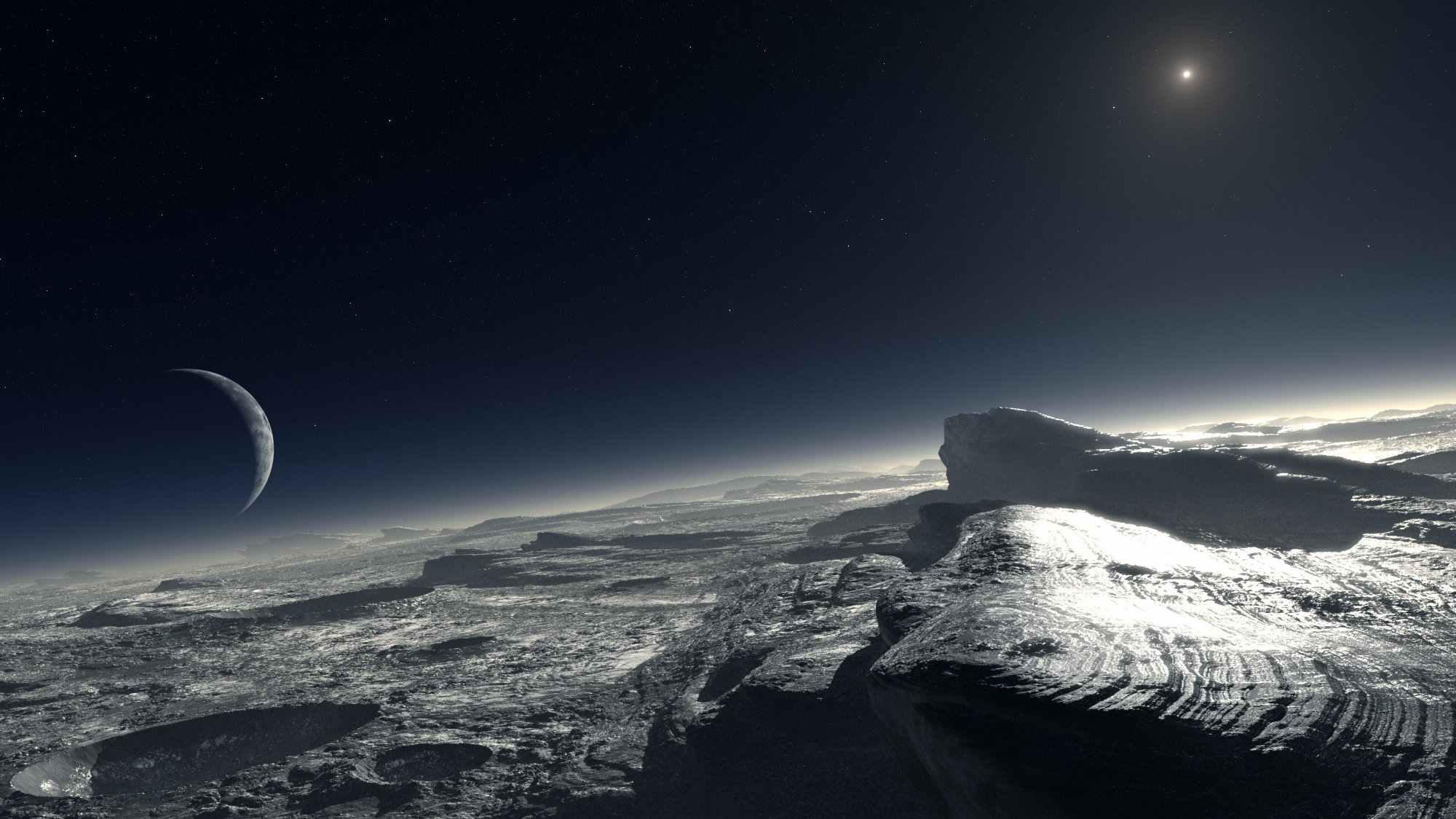
Rappresentazione artistica della superficie di Plutone (ESO)

Da Plutone, il Sole appare puntiforme, anche se ancora molto luminoso, da 150 a 450 volte più luminoso della Luna piena vista dalla Terra (la variabilità è dovuta al fatto che l'orbita di Plutone è altamente eccentrica). L'illuminazione da parte del Sole in superficie sarebbe comunque molto più scarsa che dalla Terra, e alla distanza media di Plutone sarebbe di circa 85 lux, equivalente, sul nostro pianeta, alla luce diffusa del Sole quando si trova al crepuscolo 3° sotto l'orizzonte, oppure all'illuminazione di un corridoio di una toilette.
L'atmosfera di Plutone è costituita da sottili strati di azoto, metano e monossido di carbonio, derivati dai ghiacci di queste sostanze presenti in superficie. Quando Plutone si avvicina al Sole, verso il perielio, la temperatura superficiale aumenta e i ghiacci sublimano in gas. L'atmosfera produce anche una foschia blu, visibile al tramonto e forse in altri momenti del giorno plutoniano.
Plutone e Caronte ruotano in modo sincrono uno attorno all'altro, presentando gli stessi emisferi rivolti verso il compagno. Ne consegue che Caronte, da un punto dell'emisfero di Plutone rivolto verso di esso rimane fisso nel cielo, mentre dall'altro emisfero rimane sempre invisibile. Per un periodo della durata di alcuni anni, ogni 124 anni, Plutone e Caronte sperimentano delle reciproche eclissi, a intervalli di 3,2 giorni, vale a dire a ogni mezza rotazione di uno dei due corpi. Caronte visto dalla superficie di Plutone ha un diametro angolare di circa 3,8°, quasi otto volte il diametro angolare della Luna vista dalla Terra. Appare come un oggetto molto grande nel cielo notturno, ma risplende circa tredici volte meno della Luna, a causa della poca luce che riceve dal Sole. L'illuminazione da parte di Caronte nella notte plutoniana sarebbe di circa 14 mlux; in confronto, in un cielo notturno con airglow e senza luna è 2 mlx mentre con la luna piena è tra 50 e 300 mlx.

## Nella cultura di massa
Il cane di Topolino, Pluto, venne così denominato perché introdotto nel mondo dei fumetti e dei cartoni animati pochi mesi dopo la notizia della scoperta del pianeta. Fece il suo esordio con l'attuale nome in Topolino a caccia (The Moose Hunt) del 1931, anche se era già apparso senza nome in un altro paio di cortometraggi del 1930.

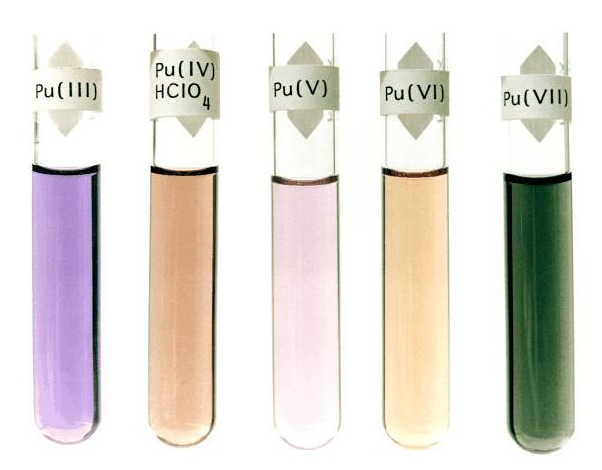
Il plutonio, elemento radioattivo usato per le armi nucleari e osservato nel 1936 da Enrico Fermi, prende il nome dal pianeta nano, scoperto pochi anni prima

Il plutonio, elemento radioattivo usato per le armi nucleari e osservato nel 1936 da Enrico Fermi, prende il nome dal pianeta nano, scoperto pochi anni prima.

### Significato mitologico e astrologico
Plutone () è domiciliato nello Scorpione ed è esaltato nei Gemelli. Viene chiamato "il grande rinnovatore" e rappresenta la parte di una persona che distrugge per rinnovare, portando a galla intensi bisogni sepolti che generano tristezza e depressione, permettendo comunque all'individuo di lasciarseli alle spalle divenendo più forte. Una parola chiave comunemente usata per Plutone in astrologia è "trasformazione", rappresenta il mondo invisibile, le ambizioni, l'influenza sulle masse. e governa gli affari più importanti e l'enorme ricchezza.
Nella mitologia romana classica, Plutone è il dio degli inferi ed è estremamente ricco, due diversi aspetti che riprendono due versioni del corrispondente dio greco, identificate come Ade (dio dei morti) e Pluto (dio della ricchezza).

### Nella fantascienza
Fin dalla sua scoperta Plutone ha fatto da scenario per diverse opere narrative, principalmente di fantascienza. Alla sua popolarità ha certamente contribuito il fatto che, quand'era ancora classificato come pianeta, aveva il primato di essere il pianeta più esterno del sistema solare. Secondo un'idea popolare nella fantascienza degli anni 1930, i pianeti più esterni, formandosi prima degli altri, sarebbero divenuti abitabili prima rispetto alla Terra, dunque Plutone avrebbe potuto ospitare esseri molto evoluti, come il cervello del racconto The Psycho Power Conquest di R. R. Winterbotham del 1936, mentre invece nel romanzo breve The Red Peri di Stanley G. Weinbaum Plutone era abitato da esseri cristallini.
In particolare, l'identificazione nelle opere di Lovecraft con il pianeta Yuggoth ha suggerito le primissime nomenclature informali "popolari" delle strutture di superficie man mano che la New Horizons si avvicinava al pianeta. Una delle regioni più notevoli, infatti, venne quindi battezzata Cthulhu regio in seguito alle prime foto giunte sulla Terra, l'8 luglio 2015. Il nome "Cthulhu" era quello più gettonato fra quelli proposti da astrofili e appassionati nella campagna lanciata dalla NASA per la nomenclatura della geografia plutoniana. Il nome della regione è stato sottoposto all'UAI perché venga ufficializzato.
Robert A. Heinlein utilizza Plutone due volte per i suoi romanzi della fine degli anni 1950: in La tuta spaziale Plutone è usato da alieni come base per esplorare la Terra, mentre in Fanteria dello spazio la Federazione Terrestre possiede una stazione di ricerca su Plutone, che viene tuttavia distrutta dal nemico. In Lo scheletro impossibile (1977), primo romanzo della pentalogia di James P. Hogan il Ciclo dei giganti, Plutone è un residuo del pianeta Minerva distrutto a causa di una guerra, e i cui frammenti hanno formato la fascia degli asteroidi cinquantamila anni fa. Negli anni duemila lo scrittore canadese Drew Karpyshyn utilizza Plutone come scenario in Mass Effect: Revelation, primo romanzo della saga di Mass Effect, nei quali il pianeta nano ha la funzione di "ancora gravitazionale" in quanto il suo satellite Caronte è in realtà un portale galattico secondario collegato al portale della stella Arturo.
Successivamente al fly-by della New Horizons a diverse zone della superficie di Plutone (o di Caronte), è stato dato il nome di diversi scrittori di fantascienza o di personaggi da loro inventati, come ad esempio il cratere Dorothy, che prende il nome dal personaggio de Il meraviglioso mago di Oz di L. Frank Baum, o come il cratere Pirx, dal pilota dei romanzi di Stanisław Lem, o ancora come il cratere Nemo, dal nome del capitano del celebre romanzo di Jules Verne, Ventimila leghe sotto i mari.

### Satelliti naturali di Plutone
- Caronte (astronomia)
- Cerbero (astronomia)
- Stige (astronomia)
- Idra (satellite)
- Notte (astronomia)

### Formazioni geologiche di Plutone
- Crateri di Plutone
- Terrae di Plutone
- Montes di Plutone
- Planitiae di Plutone
- Dorsa di Plutone
- Fossae di Plutone
- Regiones di Plutone